# Gerechtigkeitstheorien

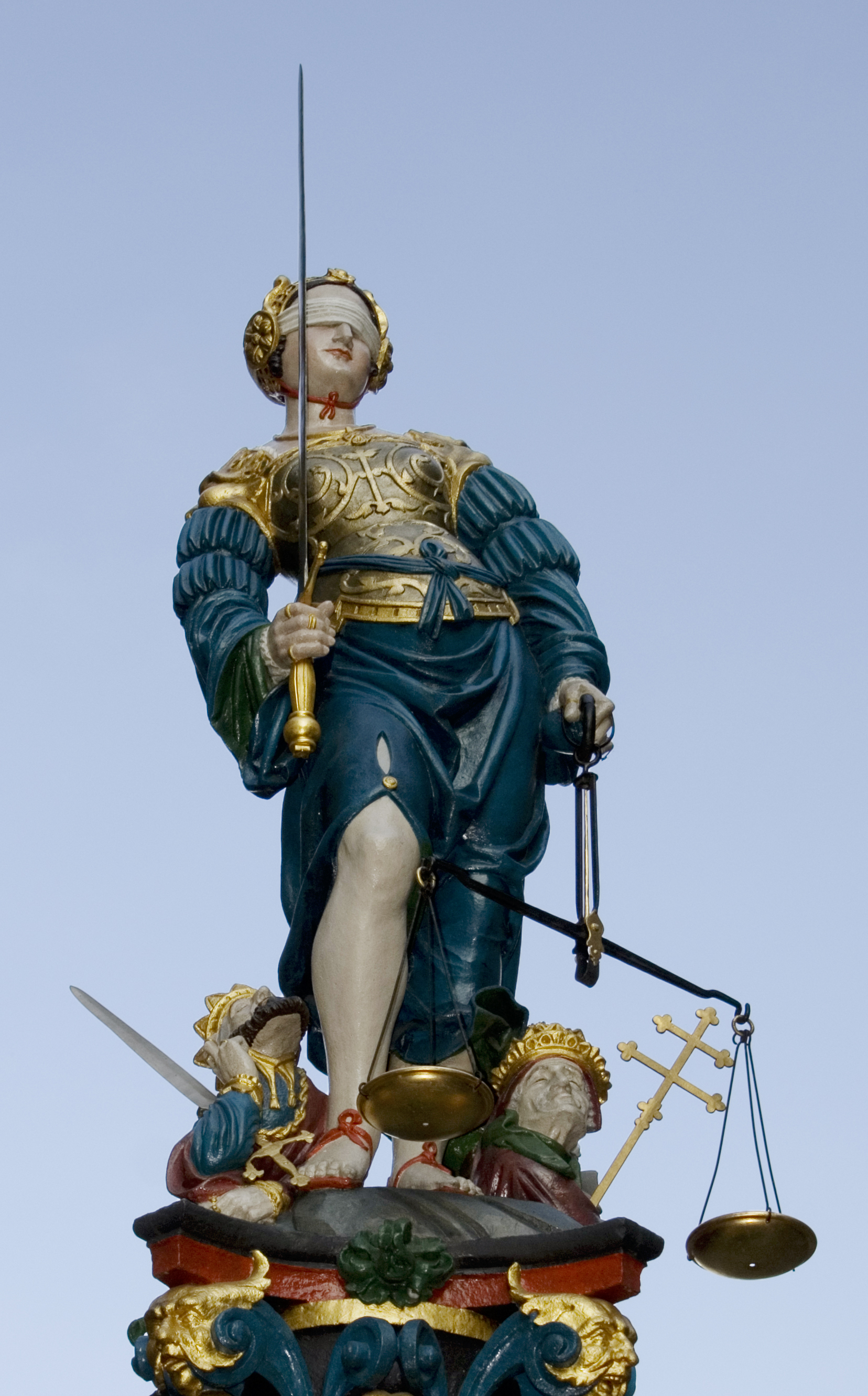
Der Gerechtigkeitsbrunnen inmitten der Gerechtigkeitsgasse in Bern. Die Darstellung der „Gerechtigkeit“ im westlichen Kulturkreis ist die urteilende Justitia, mit Waage (abwägend), Schwert (strafend) und einer Binde vor den Augen (ohne Ansehen der Person).

Gerechtigkeitstheorien dienen der systematischen Bestimmung, was Gerechtigkeit ist und der Begründung, wie Gerechtigkeit in einer gesellschaftlichen Ordnung wirksam werden soll. Mit Gerechtigkeitstheorien befassen sich vor allem die Philosophie, die Volkswirtschaftslehre und die Soziologie. Gerechtigkeitstheorien haben normativen Charakter. Empirische Aussagen zur Gerechtigkeit sind hingegen abgeleitet aus den Ergebnissen der Gerechtigkeitsforschung.

## Überblick
Die Frage nach der Natur der Gerechtigkeit ist seit der griechischen Antike Gegenstand philosophischer Erörterungen. Frühe Erklärungen griffen dabei auf metaphysische Begründungen zurück. So wurde Gerechtigkeit als eine in der Natur vorhandene Ordnung oder als göttlichen Ursprungs verstanden. Dabei wurde Gerechtigkeit zunächst nicht vorrangig an kodifiziertem Recht gemessen, sondern als Ausdruck einer persönlichen Lebenshaltung betrachtet. Sowohl Sokrates und Platon als auch Aristoteles sahen das Glück als den höchsten anzustrebenden Wert an. Gerechtigkeit war für sie die oberste Tugend, um diese Glückseligkeit zu erreichen. Gerechtigkeit war so eine grundlegende Charaktereigenschaft.
In der römischen Gesellschaft bildeten sich allmählich die kodifizierten Rechtsvorschriften stärker aus. Gerechtigkeit wurde zwar immer noch mit einer persönlichen Haltung verbunden, war aber zum Beispiel bei Cicero schon stärker an der gesellschaftlichen Ordnung orientiert. So beginnt die Rechtssammlung des Kaisers Justinian I. (527–565), das Corpus Juris Civilis, mit der Definition des Rechts aus allgemeinen Prinzipien:
„Die Vorschriften des Rechts sind diese: ehrenhaft leben, den anderen nicht verletzen, jedem das Seine gewähren.“
Im Alten Testament wird die Gerechtigkeit als Ideal dargestellt, das zwar unerreichbar bleibt, um das sich der Mensch aber trotzdem bemühen soll: „Der Gerechtigkeit und nur der Gerechtigkeit sollst du nachjagen, damit du leben wirst.“ (Dt 16,20 )
Beginnend in der Spätantike und bis ins späte Mittelalter reichend dominierten in der Folge christliche Vorstellungen die Debatte. Die Gerechtigkeit Gottes hatte Vorrang und daraus folgend konnte der Mensch Gerechtigkeit nur durch die Gnade Gottes erlangen.
Mit der Neuzeit kam es schrittweise zu der Lösung von der Vorstellung einer gottgegebenen Ordnung. Gerechtigkeit wurde bei Thomas Hobbes als notwendiges Prinzip aus der Natur der Menschen begründet. In der Folge der neuen Weltsicht entstanden von Hobbes über John Locke bis zu Jean-Jacques Rousseau verschiedene Konzepte des Gesellschaftsvertrages, die auch die neuen Gesellschaftsordnungen wie die Verfassung der Vereinigten Staaten prägten.
Einen weiteren Schritt vollzogen der Empirist David Hume und Immanuel Kant, die auf die Unmöglichkeit einer Verknüpfung des Seins mit dem Sollen (Humes Gesetz) verwiesen. Kant wies das Naturrecht als metaphysisch zurück und entwickelte die Idee des Vernunftrechts. Anknüpfend an Hume entstand im englischsprachigen Raum der Utilitarismus als dominierendes ethisches Prinzip, das die allgemeine Wohlfahrt (den gesamtgesellschaftlichen Nutzen) in den Mittelpunkt der Werte stellte und die Gerechtigkeit auf die Ebene einer Rahmenbedingung verwies.
Die Erkenntnis, dass Gerechtigkeit nicht aus einem höheren Prinzip abzuleiten ist, führte zu einer Kritik an den bürgerlich-liberalen Gerechtigkeitsauffassungen, die von Karl Marx über Friedrich Nietzsche, Walter Benjamin bis hin zu Jacques Derrida reicht.
Ein neuer Ansatz in der Diskussion entstand mit der Theorie der Gerechtigkeit von John Rawls, die allgemeine Prinzipien für die gerechte Gestaltung der Gesellschaft in der Fortentwicklung kantischer Vorstellungen bietet. Auch die Diskursethik von Jürgen Habermas liefert Ansatzpunkte, Gerechtigkeitsfragen rational zu lösen. Einen Weg weg von der alleinigen Dominanz ökonomischer Kriterien weist Amartya Sen, der den sehr verschiedenen Bedürfnissen der Menschen mit dem Prinzip der Teilhabe in seinem Befähigungsansatz Rechnung trägt und vor allem in sein Konzept auch das Problem der internationalen Gerechtigkeit aufnimmt.

## Klassifizierungen
Eine klassische Unterscheidung von Gerechtigkeitstheorien ist die, ob ihre Begründung auf Naturrecht oder Vernunftrecht beruht. Die Naturrechtslehren besagen, dass Gerechtigkeit als Maßstab durch etwas bedingt ist, was unabhängig vom Menschen, aber auch unabhängig von Raum und Zeit Gültigkeit hat. Ein solches übergeordnetes Prinzip ist eine göttlich bestimmte oder kosmologisch verankerte Ordnung. Diese Sicht findet sich vor allem in der Philosophie der Antike (Platon, Aristoteles) und im christlichen Mittelalter (Augustinus, Thomas von Aquin bis hin zu Martin Luther). Mit dem Übergang vom Mittelalter zur Renaissance wurde das Naturrecht stärker anthropozentrisch begriffen als dem Wesen des Menschen innewohnend. Entsprechende Vorstellungen finden sich bei Jean Bodin, Thomas Hobbes, John Locke, Hugo Grotius und Friedrich Pufendorf. Im Verlaufe der Aufklärung trat immer mehr die Vernunft als gestaltendes Moment für Gerechtigkeitsauffassungen in den Vordergrund bis hin zum kritischen Vernunftrecht bei Immanuel Kant.
Eine andere Ebene der Einteilungen von Gerechtigkeitstheorien ist die nach empirischen und normativen Theorien. Empirische Theorien beruhen auf Verfahren der Gerechtigkeitsforschung. Diese bieten keine aus logischen Argumenten abgeleitete Prinzipien, sondern praktische in den Gesellschaften schon vorhandene Begründungen. Normative Theorien werden weiter unterteilt in deontologische und teleologische Theorien. Bei ersteren wird auf das Prinzip der Handlung abgestellt (geboten, erlaubt, verboten) wie bei Kants Pflichtethik oder bei religiösen Geboten. In der teleologischen Ethik ist hingegen der Handlungserfolg der Bewertungsmaßstab.
In der Debatte der Gegenwart werden vor allem Utilitarismus, Liberalismus, Kommunitarismus und Diskursethik als gegensätzliche philosophische Positionen unterschieden. Diese Sammelbegriffe kennzeichnen bestimmte Aspekte der jeweiligen Gerechtigkeitstheorien. Sie sind jedoch nicht geeignet, eine systematische Unterscheidung vorzunehmen, da die mit diesen Begriffen verbundenen Prinzipien keine durchgängig vergleichbaren Maßstäbe ermöglichen. So kann man sich einen liberalen Kommunitaristen denken, der als Prinzip der Verfahrensgerechtigkeit eine Diskursethik vertritt.
In der Rechtsphilosophie gibt es Bemühungen, eine systematische Klassifizierung von Gerechtigkeitstheorien auszuarbeiten. Ziel ist es, eine vergleichende Grundlage für einen analytischen Theorienvergleich zu schaffen. Eine mögliche Unterscheidung nimmt Axel Tschentscher in Anlehnung an Robert Alexy vor, wobei er die jeweilige Position nach einem herausragenden Vertreter des jeweiligen Merkmals benennt
| Skepsis   | Konzept des Guten  | Rationalität  | Universelle Moralität |
|           | Platon/Aristoteles | Epikur        | Cicero                |
| Hume      | Rousseau           | Hobbes        | Locke                 |
| Nietzsche | Hegel              | Utilitarismus | Kant                  |
| Kelsen    | Kommunitarismus    | Nozick        | Rawls                 |
| Hayek     | Nussbaum           | Buchanan      | Dworkin/Nagel         |
| Topitsch  | Sen                | Gauthier      | Habermas/Alexy        |
| Luhmann   | Honneth            | Höffe         | Ackerman              |

1. Die nietzscheanische Grundposition
Als nietzscheanisch kennzeichnet Tschentscher Positionen, die die Begründbarkeit ethischer Werte ablehnen. Hierunter sind alle Auffassungen der Gerechtigkeitsskepsis, eines Nonkognitivismus und eines reinen Rechtspositivismus zusammengefasst.
2. Die aristotelische Grundposition
Für Vertreter der aristotelischen Grundposition ist eine materielle Bestimmung des Guten möglich. Richtiges Handeln kann am Maßstab der Gerechtigkeit beurteilt werden. Zu dieser Position zählen alle Tugendlehren und der Werterealismus.
3. Die hobbeseanische Grundposition
Allen hobbeseanischen Auffassungen ist gemeinsam, dass sie ein Kriterium der Rationalität ihren Gerechtigkeitstheorien zugrunde legen. Maßstab dieser Theorien ist, ob richtiges Handeln sich für den Menschen als vorteilhaft erweist. Gerecht sind Handlungen, die mit einem positiven Nutzen verbunden sind.
4. Die kantische Grundposition
In einer kantischen Position wird der Rationalität die praktische Vernunft gegenübergestellt, die ein allgemeingültiges Motiv moralischen Handelns beinhaltet. Ein Vertreter der kantischen Position berücksichtigt, was universell und damit auch für den anderen gerecht ist. Die kantische Position beinhaltet die Vorstellung der autonomen Selbstgesetzgebung.
Die Klassifizierung von Tschentscher ist zwar nicht identisch, aber ähnlich zur Unterscheidung von Jürgen Habermas in pragmatischen, ethischen und moralischen Vernunftgebrauch. Pragmatischer Vernunftgebrauch ist die Verfolgung von Klugheitsregeln. Dies kann auf der individuellen Ebene geschehen (Egoismus) oder als Sozialpragmatismus auf das Gemeinwohl ausgerichtet sein (Utilitarismus). Der pragmatische Vernunftgebrauch entspricht in etwa der hobbeseanischen Position. Dem ethischen Vernunftgebrauch liegt eine Konzeption des Guten zugrunde, also ein Wertegerüst, das es zu verfolgen und umzusetzen gilt. Das zu verfolgende Prinzip entspricht vorrangig der aristotelischen Grundposition. Maßstab des moralischen Vernunftgebrauchs ist die Sittlichkeit des Handelns. Der Einzelne verfolgt allgemeine Handlungsregeln und stellt seine individuellen Neigungen und Ziele hinter diese zurück. Hier besteht weitgehend Übereinstimmung mit der Position des kantischen Typs.

## Einzelpositionen

### Sokrates
Sokrates hat selbst nichts Schriftliches hinterlassen. Gemäß der Überlieferung seiner Schüler Platon und Xenophon stand die Gerechtigkeitsfrage im Vordergrund seiner Ethik. Er sah gerechtes Handeln als Voraussetzung für das anzustrebende Gute, das er mit dem Glück gleichsetzte. Dies betraf sowohl den Einzelnen wie auch die demokratische Polis, die auf von freien Bürgern errichtetem Recht und Gesetz beruhte. Rechtes Handeln ist Folge von rechter Einsicht. Unrecht zu tun, so zitiert Platon ihn zustimmend, sei schlimmer als Unrecht zu erleiden. Wer Unrecht tut, schadet sich selbst. Der sich selbst erkennende Mensch wird das Unrecht freiwillig meiden.
Seine Einsichten entwickelte Sokrates in der Öffentlichkeit – auf der Agora mit seinen Schülern oder Gegnern, in der Volksversammlung und vor Gericht – mit seiner dialogischen philosophischen Methode der Mäeutik (Geburtshilfe): ausgehend von einem lebenspraktischen Thema wie Beruf, Kriegsführung oder sonstige Politik, versuchte er durch geschickte Fragen den jeweiligen Gesprächspartner davon zu überzeugen, die eigenen Positionen selbst zu revidieren. Schrittweise werden gemeinsame Auffassungen erzielt, im Idealfall die Erkenntnis, das Gute zu tun, das Böse aber zu lassen und der Frage nachzugehen, was das Gute sei.
Nicht jedes überlieferte Gespräch zeitigte Ergebnisse. Dialoge werden vom Kontrahenten ergebnislos beendet, Fragen bleiben häufig offen, Zweifel bestehen, gemäß Sokrates’ von Platon überkommenem Grundsatz: Ich weiß, dass ich nicht weiß. Dieses Nichtwissen ist jedoch einem scheinbaren Wissen überlegen, denn es enthält das Bewusstsein darüber, dass absolutes Wissen für den Menschen nicht erreichbar ist. Dennoch sollte der freie Bürger sich der Einsicht durch möglichst viel (Selbst) Erkenntnis annähern als Grundlage für gutes, vor allem gerechtes Handeln. So wird er nicht nur der Gemeinschaft dienen, sondern auch glücklich werden und Seelenheil erlangen.
In den Dialogen zeigt sich Sokrates immer, wie Platon und Xenophon aufzeigen wollen, seinen Adressaten moralisch überlegen. Berichtet wird daher auch darüber, dass er häufig als Sophist bezeichnet und als Besserwisser und Wortverdreher (Aristophanes) betrachtet wurde, der seine Gesprächspartner in die Enge trieb und daher von vielen gemieden wurde.
Während seines Prozesses wegen Gotteslästerung und Verbreitung von Lehren, die die Jugend verderben, und bei seinem Tod – über beide Ereignisse gibt es teilweise voneinander abweichende Texte Platons (Apologie) und Xenophons (Apologie) – forderte er ein Urteil nach Recht und Gesetz ein. Das schließlich ergangene ungerechte Todesurteil kritisierte er zwar scharf, akzeptierte es aber dennoch mit der Begründung, er unterwerfe sich dem bestehenden Gesetz. Ein falsches Gesetz muss demgemäß so lange befolgt, ein ungerechter Schuldspruch angenommen werden, bis das Gesetz auf demokratischem Weg in der Polis geändert wird. Dazu dient die Redefreiheit der freien Bürger in der Volksversammlung. Diese Loyalität gilt aber nicht der Tyrannis, die auf Unrecht beruht und dem Bürger seine Freiheit beschneidet. Sokrates hatte sich laut Platons Apologie nach der Eroberung Athens durch Sparta gegen die Gesetzesbrüche während der Herrschaft der dreißig Tyrannen gewandt, die die attische Demokratie vorübergehend zerstört hatten.
Aufschlüsse über die Person und das Denken des Sokrates sind nur indirekt möglich, die Zeugnisse bewegen sich zwischen Apologie und Ressentiment, so dass sokratische Positionen nicht mehr vollständig zu rekonstruieren sind.

### Platon

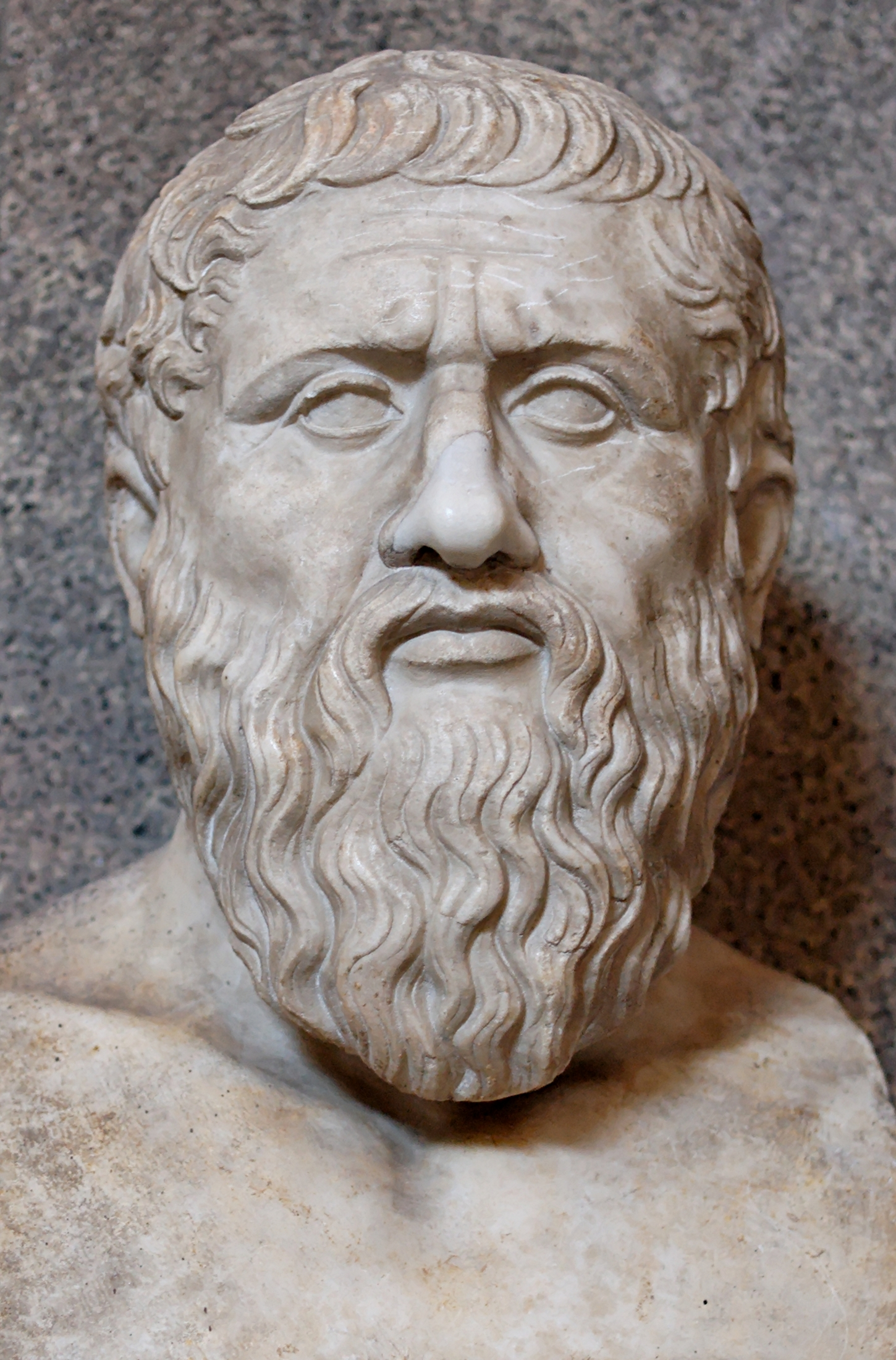
Platon im Museo Pio-Clementino

Platon setzt sich an verschiedenen Stellen seiner Werke mit der Frage nach der Definition der Gerechtigkeit auseinander. Dabei diskutiert und verwirft er zunächst Gerechtigkeitsdefinitionen einzelner Sophisten, die in seinen Dialogen als literarische Gesprächspartner auftreten.
Im Dialog Gorgias (482c-481b) vertritt der Politiker Kallikles die Auffassung, dass die Gesetze vor allem den Schwachen und der breiten Masse dienen. Das von Natur Gerechte (to tēs physeos dikaion) bestehe hingegen in Privilegien für die Stärksten und Besten. Er kritisiert damit die berühmte These Platons, dass Unrecht leiden besser sei als Unrecht tun (469b–c), da das Tun von Unrecht die Seele schädige. Für Thrasymachos hingegen ist Gerechtigkeit ein Instrument der Mächtigen, durch das sie die Regeln im Staat festlegen und damit ihre Interessen durchsetzen (Politeia I, 338c–339b, 343b–344c). Sokrates hält dem seine Überzeugung entgegen, dass die Gerechtigkeit zu „dem Schönsten“ gehört, nämlich zu dem, „was sowohl um seiner selbst willen wie wegen der daraus entspringenden Folgen von jedem geliebt werden muss, der glücklich werden will“ (Politeia II, 358a). Ein anonymer Sophist fasst Gerechtigkeit als Vereinbarung zum Besten aller Beteiligten auf (Politeia II, 358e–362c). Hippias von Elis soll das Gesetz einen Tyrannen genannt haben, durch den die natürliche Verwandtschaft der Weisen zerstört wird (Protagoras 337c–e). Nach Protagoras sind der Respekt vor dem Anderen (aidōs) und das Gerechtigkeitsgefühl (dikē) der von Zeus den Menschen zugeteilte Ausgleich für ihre Mängelnatur (Protagoras 320c–328d). Im Dialog Kriton lehnt Sokrates, der im Gefängnis auf die Vollstreckung seines Todesurteils wartet, die Flucht ab, weil es nicht gerecht sei, die Gesetze des Staates, mit dem man sich identifiziert, zu brechen. In den Nomoi (VI 5, 757b–758a) unterschied Platon zwischen arithmetischer Gerechtigkeit, der Gleichverteilung von Freiheiten, Wahlrecht und Abgeordnetenentgelt, sowie der geometrischen Gerechtigkeit, der Verteilung im angemessenen Verhältnis, ohne die die notwendigen Hierarchien in einem Staat nicht zu begründen sind (ähnlich in Sophistes 236dff und 255cff sowie Parmenides 139bff).
Vor dem Hintergrund der zu seiner Zeit offensichtlich intensiven Debatte um die Gerechtigkeit entwickelt Platon in seinem Werk Politeia eine eigene Konzeption der Gerechtigkeit als Seelenvermögen. Gerechtigkeit ist eine Funktion der Seele, so wie Augen und Ohren die Funktion des Sehens und Hörens für den Leib haben. Daher besteht Gerechtigkeit darin, dass „man das Seine tut und nicht vielerlei Dinge treibt“ (to ta hautou prattein kai mē polypragmonein dikaiosynē, Politeia IV 433a). Jeder soll das Seine (für die Gemeinschaft, den Staat) tun, und zwar in Art und Umfang so, wie es seinem Wesen, seinen Möglichkeiten und den individuellen Umständen entspricht (sog. Idiopragie). Ungerecht handelt, wer sich in den Zuständigkeitsbereich eines anderen einmischt. Für Platon hat die Seele die drei Grundvermögen Begehren (epithymētikon), Muthaftigkeit (thymoeides) und Vernunft (logistikon), denen die drei Tugenden Besonnenheit, Tapferkeit und Weisheit entsprechen. Um diese Tugenden richtig einsetzen zu können, bedarf es als vierter Kardinaltugend der Gerechtigkeit, die wegen ihrer Ordnungsfunktion die höchste Tugend ist. Für Platon erreicht der Gerechte ein höheres Glück als der Ungerechte.
Platon teilt die allgemeine Überzeugung, dass im Falle von Rechtsstreitigkeiten jeder das Seine bekommen soll und dass niemandem das Seine genommen werden soll (Politeia 433e). Er lehnt es aber nachdrücklich ab, dieses Prinzip (Suum cuique), wonach jedem das ihm Gebührende zukommen soll und Gutes mit Gutem, Böses mit Bösem zu vergelten ist, als Definitionsmerkmal der Gerechtigkeit zu akzeptieren. Dem steht unter anderem seine Überzeugung entgegen, dass Gerechtigkeit eine innere Haltung der Seele ist und als innerseelische Angelegenheit nicht aus einem Bezug zu anderen Personen, denen gegenüber man sich gerecht verhält, zu erschließen ist. Gerechtigkeit ist für Platon eine ewige, unveränderliche, überweltliche Idee, an der die Seele Anteil hat.
| Seelenvermögen:   | Begehren                   | Mut        | Vernunft             |
| Tugend:           | Besonnenheit               | Tapferkeit | Weisheit             |
| Handlungsweise:   | Erwerbskunst               | Mutigkeit  | Wissbegier           |
| Aufgabe im Staat: | Handwerker Bauer, Kaufmann | Wächter    | Philosophenherrscher |

Der Philosoph erläutert sein auf die Einzelperson bezogenes Gerechtigkeitskonzept mit dem Modell eines idealen gerechten Staates in Verbindung. Die Gerechtigkeit im Staat ist derjenigen in der einzelnen Seele analog. Im Staat gibt es drei Klassen von Bürgern, die über unterschiedliche Fähigkeiten und Qualifikationen verfügen. In einem gerechten Staat übernimmt jeder eine Funktion, die seinen Fähigkeiten entspricht. Diejenigen, bei denen das Begehren vorherrscht, sollen sich der Erwerbskunst widmen und Handwerker, Bauern oder Kaufleute werden. Mutige sollen ihre Tapferkeit ausbilden und die Aufgabe des Wächters übernehmen. Wer über genügend Vernunft verfügt und mit Wissbegier nach Weisheit strebt, ist geeignet, zu den Philosophenherrschern zu gehören, die den Staat leiten. Dabei soll er sich an der Idee des Guten orientieren (Politeia 505a). „Der trefflichste, gerechteste und zugleich glücklichste Mensch ist der, der am meisten königlich gesinnt ist und sich selbst königlich beherrscht“ (Politeia IX, 580b–c).

### Aristoteles

Struktur der Gerechtigkeit bei Aristoteles

Aristoteles hat zum Thema Gerechtigkeit im 5. Buch der Nikomachischen Ethik, seinem ethischen Hauptwerk, eine systematische Analyse vorgelegt. Er versteht unter Gerechtigkeit Tugend in vollkommener Ausprägung. Denn sie sei nicht nur auf den Einzelnen selbst, sondern auf den Mitbürger bezogen. „Und deshalb gilt die Gerechtigkeit als oberster unter den Vorzügen des Charakters, und ‚weder Abend- noch Morgenstern sind so wundervoll.’ Und im Sprichwort heißt es: ‚In der Gerechtigkeit ist jeglicher Vorzug beschlossen.’“ (NE V 3, 1129b) In dieser Bestimmung der Gerechtigkeit als umfassender persönlicher Rechtschaffenheit stimmte Aristoteles mit Platon überein. Als ungerecht bezeichnete er den Gesetzesübertreter, den Unersättlichen (pleonektēs) oder den Ungleichen (anisos). Wer mehr wolle, als ihm zusteht und damit Ungleichheit schafft, verstoße gegen die Gerechtigkeit. Allerdings ist die Gerechtigkeit im Gegensatz zu Platon keine abstrakte, am Ende nicht vollständig erreichbare Idee, sondern für Aristoteles „ist das Gerechte etwas Menschliches“ (NE 1137a 30), das sich aus den konkreten Beziehungen der Menschen untereinander ergibt. Die Intersubjektivität ist ein wesentliches Element der Gerechtigkeit.
Entsprechend stellte Aristoteles neben
- den allgemeinen (legalen) moralischen Begriff von Gerechtigkeit (lat. iustitia generalis/universalis) noch einen weiteren, der sich auf das bezieht,
- was in besonderen Situationen zwischenmenschlicher Beziehungen geregelt werden muss (griechisch hē kata meros dikaiosynē, lat. iustitia specialis/particularis). Für letztere unterschied er (vgl. NE 1131b 25-28) zwischen
  - „Verteilungsgerechtigkeit“ (griechisch to dianemētikon (dikaion), lat. iustitia distributiva) und
  - „Tauschgerechtigkeit bzw. ausgleichende Gerechtigkeit“ (griechisch to diorthotikon (dikaion), lat. iustitia commutativa/correctiva[9]).

Die Verteilungsgerechtigkeit betrifft Güter wie Ehre, Geld oder Ämter. Die Verteilung dieser Güter richtet sich nach den Verdiensten, kann also zwischen Personen ungleich sein. Aristoteles nannte sein Verteilungsprinzip bezüglich der distributiven Gerechtigkeit eine „geometrische Methode“, nach der jemand bei hohem Verdienst auch einen hohen Anteil bekommt. Diese Methode sei gerecht, solange der Besitzer beim Erwerb nicht gegen Gesetze verstoßen habe. Zur geometrischen Methode gehört zudem die Anforderung an jeden freien Bürger der Pólis, seinen Beitrag in der Gemeinschaft zu leisten.

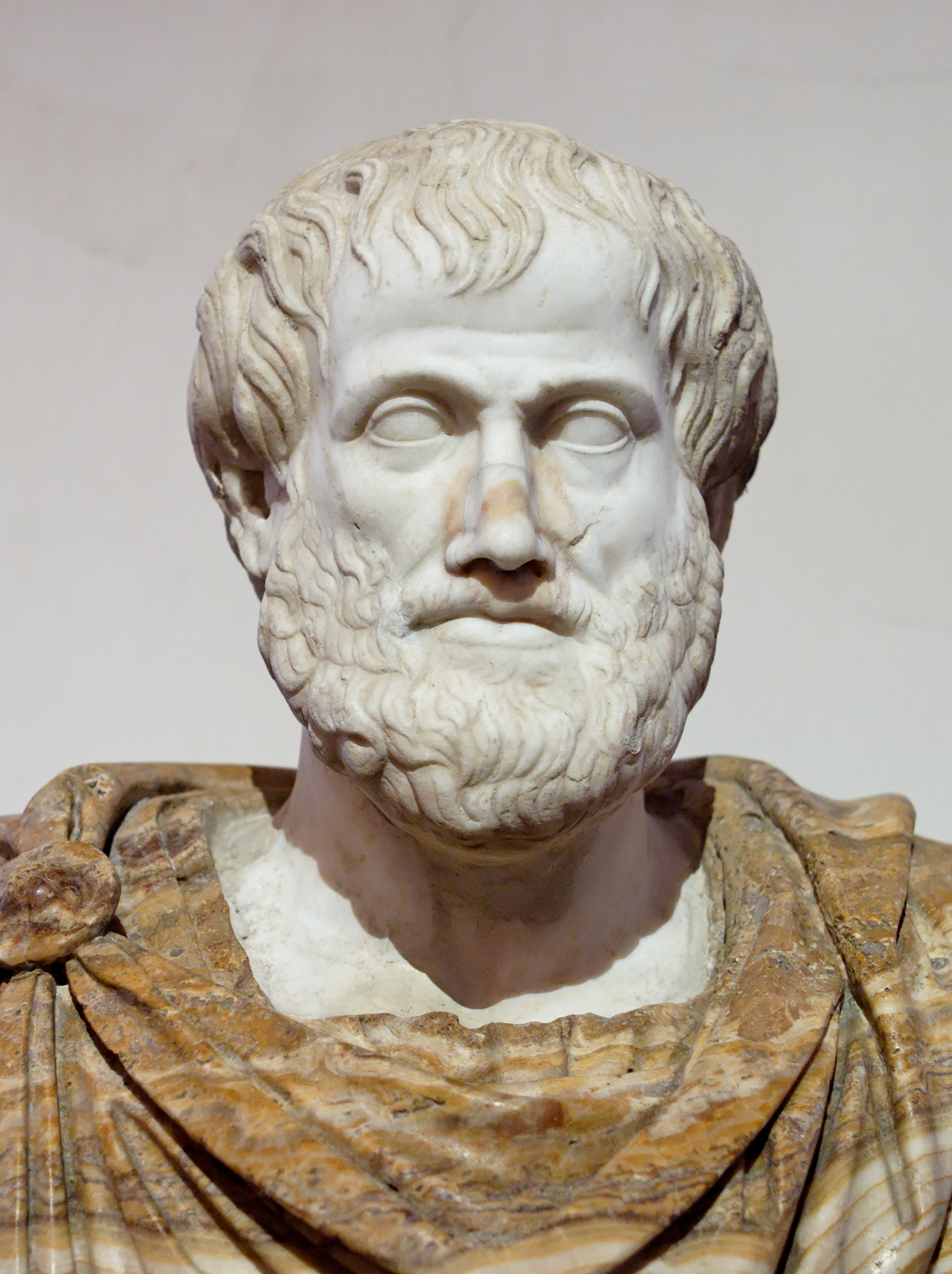
Aristoteles-Büste

Bei der Tauschgerechtigkeit bzw. ausgleichenden Gerechtigkeit trennte Aristoteles die freiwillige (zivilrechtliche) Tauschgerechtigkeit, die es im Wirtschaftsleben gibt (Kauf, Miete, Lohn), von der unfreiwilligen korrigierenden Gerechtigkeit (lat. iustitia correctiva) des Strafrechts, das der Wiedergutmachung und Kompensation dient. Das Prinzip der Tausch- bzw. ausgleichenden Gerechtigkeit bezeichnet er als „arithmetische Methode“, d. h. Leistung oder Schaden entsprechen unmittelbar der Gegenleistung bzw. dem Schadensersatz. Ungerechtigkeit entstehe hier immer dann, wenn jemand mehr will, als ihm nach gerechten Maßstäben eigentlich zusteht.
Zudem verwies Aristoteles auf weitere Aspekte, die nach seiner Auffassung zur Gerechtigkeit gehören. Um möglichst viel Gerechtigkeit zu erreichen, ist die „beste Staatsform“ nötig. Darunter versteht er einen Staat, in dem „freie“ und „gleiche“ Bürger sich abwechselnd regieren und regieren lassen. Im Vergleich zu Platons Philosophenaristokratie, entwickelte Aristoteles eine tendenziell partizipative Herrschaftsform. Auch wenn die Gesetze Maßstab und Grundlage der partikulären (einen Teil betreffenden) Gerechtigkeit sind, werden sie manchmal schlecht angewandt. Dann stehen sie im Gegensatz zur „natürlichen Gerechtigkeit“ (dikaion physikon), die der Zustimmung von Personen nicht bedarf und die man durch Ablehnung nicht verwerfen kann. Aristoteles lehnte also eine Vertragstheorie als Urgrund der Gerechtigkeit ab, erkannte aber an, dass die konkrete Ausgestaltung des Rechts auf menschlichen Festlegungen beruht.
Bedeutsam für die Position des Aristoteles ist der Begriff der Billigkeit (epieikeia), die er der Gerechtigkeit (1137a-1138a) gegenüberstellte. Gesetze sind dementsprechend allgemeine Regelungen, deren Befolgung im konkreten Einzelfall zu unbefriedigenden Wirkungen führen kann. Ergänzt man in solch einem Fall die besondere Gerechtigkeit z. B. mit Güte, kann die allgemeine Gerechtigkeit umfassender verwirklicht werden, als wenn man sich bloß formal an die Gesetze hält. Wie schon Platon merkte Aristoteles an, dass „Unrecht tun“ noch schlechter ist, als „Unrecht leiden“, da ersteres von minderem Wert sei.

### Epikur

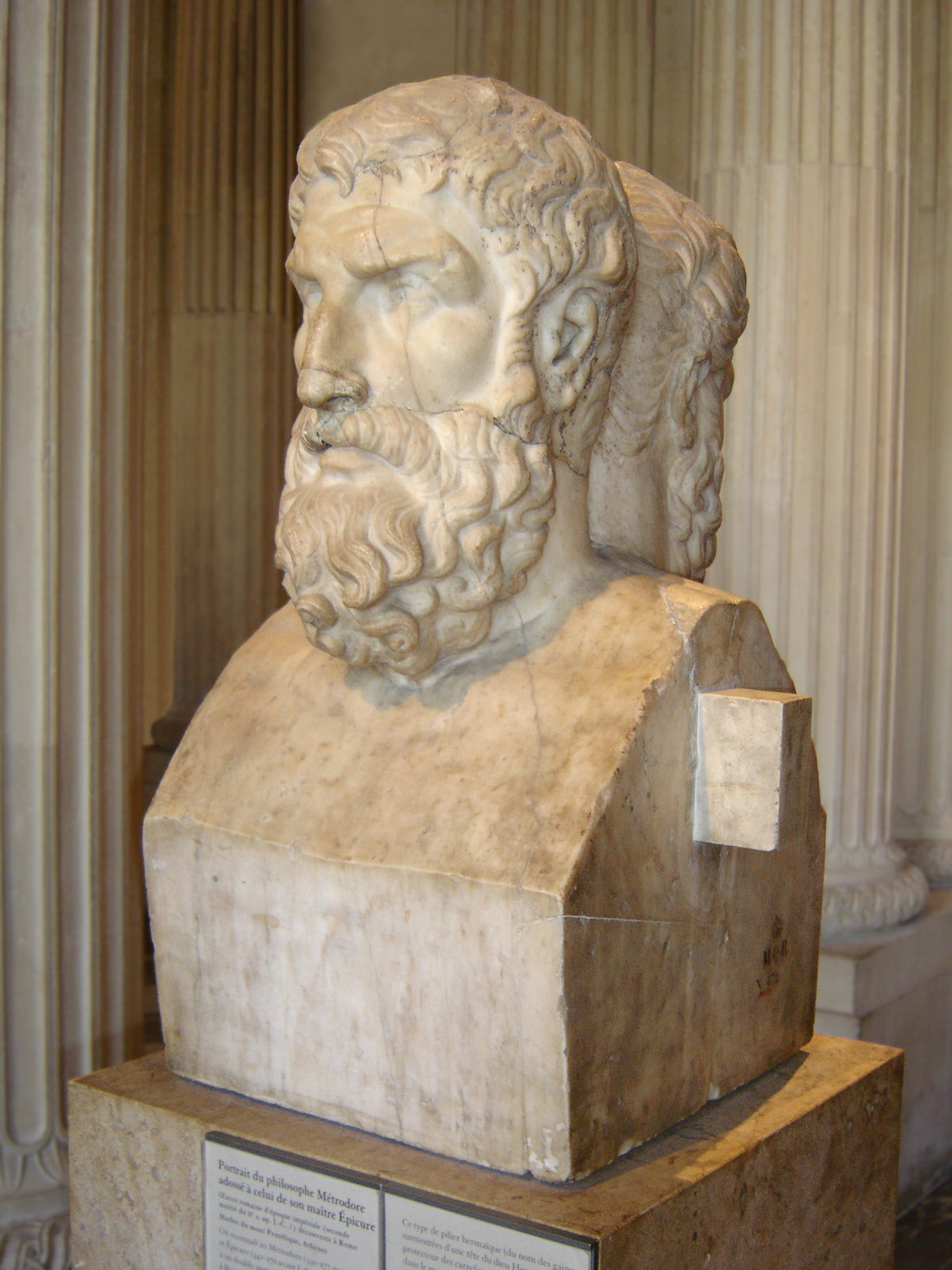
Epikur (Louvre)

Epikur vertrat eine zu Aristoteles und Platon höchst unterschiedliche Auffassung von Gerechtigkeit. Die wichtigste Quelle sind seine zentralen Lehrsätze (kyriai doxai) Gerechtigkeit beruht nach Epikur auf Übereinkunft zwischen den Menschen:
„33. Gerechtigkeit ist nicht etwas an und für sich Seiendes, sondern ein im Umgang miteinander an jeweils beliebigen Orten abgeschlossener Vertrag, einander nicht zu schädigen und nicht geschädigt zu werden.“
Die Bindung an das Recht erfolgt ausschließlich durch die Gefahr, bei einem Verstoß entdeckt zu werden. Der Sinn dieser Vereinbarung liegt vor allem im gesellschaftlichen Nutzen. Dabei ist der Gehalt des Rechts relativ bezogen auf den Kreis der beteiligten Personen:
„36. In Hinblick auf das Gemeinwesen ist das Recht für alle dasselbe; denn es ist etwas Nutzbringendes in der wechselseitigen Gemeinschaft. Im Hinblick auf die jeweilige Besonderheit eines Landes und der sonstigen Bedingungen erweist sich nicht für alle dasselbe als rechtsverbindlich.“
Man kann Epikur aufgrund dieser Thesen als einen frühen Vertreter des Utilitarismus und des ethischen Relativismus sowie des Kontraktualismus ansehen.

### Cicero
Cicero bezeichnete die Gerechtigkeit als die vernunftgemäße Verhaltensweise, die am ehesten geeignet sei, die Zusammengehörigkeit der Menschen und die Bewahrung der Lebensgemeinschaft zu fördern. Damit in Verbindung brachte er die Güte.
„Die erste Aufgabe der Gerechtigkeit aber ist es, dass keiner dem anderen schadet [nemo neminem laede], es sei denn, herausgefordert durch Unrecht, sodann dass er Gemeingut als Gemeingut, Privates als das Seine behandelt.“ (De officiis, 20)
Auch Cicero vertrat die Forderung „Jedem das Seine“ (suum cuique, De officiis 1, § 15). Für ihn war Gerechtigkeit allerdings mehr als nur ein sozialer Ausgleich und die Vermeidung von Unrecht.
Weil die Menschen „um ihrer Mitmenschen willen gezeugt sind, damit sie, einer dem anderen, von sich aus gegenseitig nützen können, so müssen wir darin der Natur als Führerin folgen, den gemeinsamen Nutzen (communis utilitates) in den Mittelpunkt stellen und durch Gegenseitigkeit der Leistungen – durch Geben und Nehmen –, durch Fachkenntnisse, Opferbereitschaft und Mittel das Band zwischenmenschlicher Zusammengehörigkeit festigen.“ (De officiis, 22)
Der neue Aspekt, den Cicero einbrachte, ist die Verantwortung gegenüber der Gemeinschaft und die Pflicht, an deren Förderung mitzuwirken. Als weitere Grundanforderung an die Gerechtigkeit sah Cicero die Verlässlichkeit (fides), also Wahrhaftigkeit und das Einhalten von Versprechen. Gerechtigkeit als Tugend geht nach Cicero über das formale Einhalten von Gesetzen hinaus. Auch er bemerkt, dass Gesetzestreue im Einzelfall schädlich sein kann. Dem vom Menschen geschaffenen Recht ist ein Naturrecht übergeordnet:
„Das wahre Gesetz ist die rechte Vernunft in Übereinstimmung mit der Natur. Es gilt überall, ist unveränderlich und ewig. Seine Vorschriften fordern zur Pflichterfüllung auf, und seine Verbote halten davon ab, Böses zu tun. [...] In Rom und Athen, heute und zu allen Zeiten werden dieselben, immergültigen und unveränderlichen Gesetze gelten.“ (De re publica III, 22)

### Augustinus
Augustinus war der Philosoph, der das philosophische Gedankengut des Platonismus mit den Grundgedanken des Christentums in der Tradition der Kirchenväter systematisch zusammenführte. Vollkommene Gerechtigkeit im jüdisch-christlichen Sinne ist die Gerechtigkeit, die der Mensch allein durch die Gnade Gottes erhält (Röm 3,25 , Röm 4,5 , Gal 2,16 ). Gegenüber der göttlichen Gerechtigkeit ist die menschliche Gerechtigkeit durch den Sündenfall immer unvollkommen (De civitate Dei, XIX 27). Dennoch sind die Tugenden, und hier insbesondere die Kardinaltugenden für das irdische Leben wichtig, da es erst hierdurch eine natürliche Ordnung erhält.
„Die Gerechtigkeit, deren Aufgabe es ist, jedem das Seinige zuzuteilen, wodurch im Menschen selbst eine gewisse Ordnung der Natur aufgerichtet wird, so dass die Seele Gott und das Fleisch der Seele unterworfen wird […].“ („iustitia, cuius munus est sua cuique tribuere - unde fit in ipso homine quidam iustus ordo naturae, ut anima subdatur deo et animae caro“ De civitate dei XIX 4)
Augustinus sieht Gerechtigkeit dabei aber auch als Anforderung an die weltliche Herrschaft, welche ohne Gerechtigkeit lediglich eine große Freibeuterei ist („Iustitia remota quid sunt regna nisi magna latrocinia!“ De civitate Dei IV, 4, 1).

### Thomas von Aquin
Die Lehre von der Vollkommenheit und dem Primat der Gerechtigkeit Gottes als vorherrschendes Bestimmungsmerkmal der Gerechtigkeit reicht bis in die Hochscholastik des Mittelalters. Thomas von Aquin verband sie mit der Barmherzigkeit:
„Das Werk der göttlichen Gerechtigkeit setzt immer das Werk der Barmherzigkeit voraus und gründet in ihr.“ (Summa theologica I, 21, 4 c)
Bei der Behandlung der Gerechtigkeit als sittliche Tugend knüpfte Thomas an Aristoteles an. Einerseits nennt er als Kardinaltugend die iustitia generalis, die sich vor allem auf den anderen richtet (iustitia ad alterum). Diese ist die iustitia legalis, welche das Gemeinwohl im Blick hat. Davon unterschied er die iustitia particularis, die spezielle Tugend, welche sich auf den einzelnen Menschen bezieht. Thomas zufolge existieren zwei spezielle Tugenden, die iustitia commutativa für Vertragsbeziehungen und die iustitia distributiva, welche er als „austeilende Gerechtigkeit“, als Gabe eines Herrschers betrachtet.
Wie Aristoteles hob auch Thomas die Bedeutung der Billigkeit als individueller Ausgleich zu den naturgemäß allgemeinen und insofern starren gesetzlichen Regelungen hervor.

### Martin Luther
Für Martin Luther war es die zentrale reformatorische Erkenntnis (sein so genanntes Turmerlebnis), dass man den Genitiv „Gerechtigkeit Gottes“ (Röm 1,17) ganz anders verstehen muss als es lange verstanden wurde. Nicht distributiv (strafend), sondern effektiv: Der Mensch, der auf Gott vertraut, ist in Gottes Augen gerecht, obwohl er es nicht verdient hat. So sehr Luther den Ausdruck „Gerechtigkeit Gottes“ vorher gehasst hatte, so sehr hat er ihn nachher geliebt.

### Thomas Hobbes

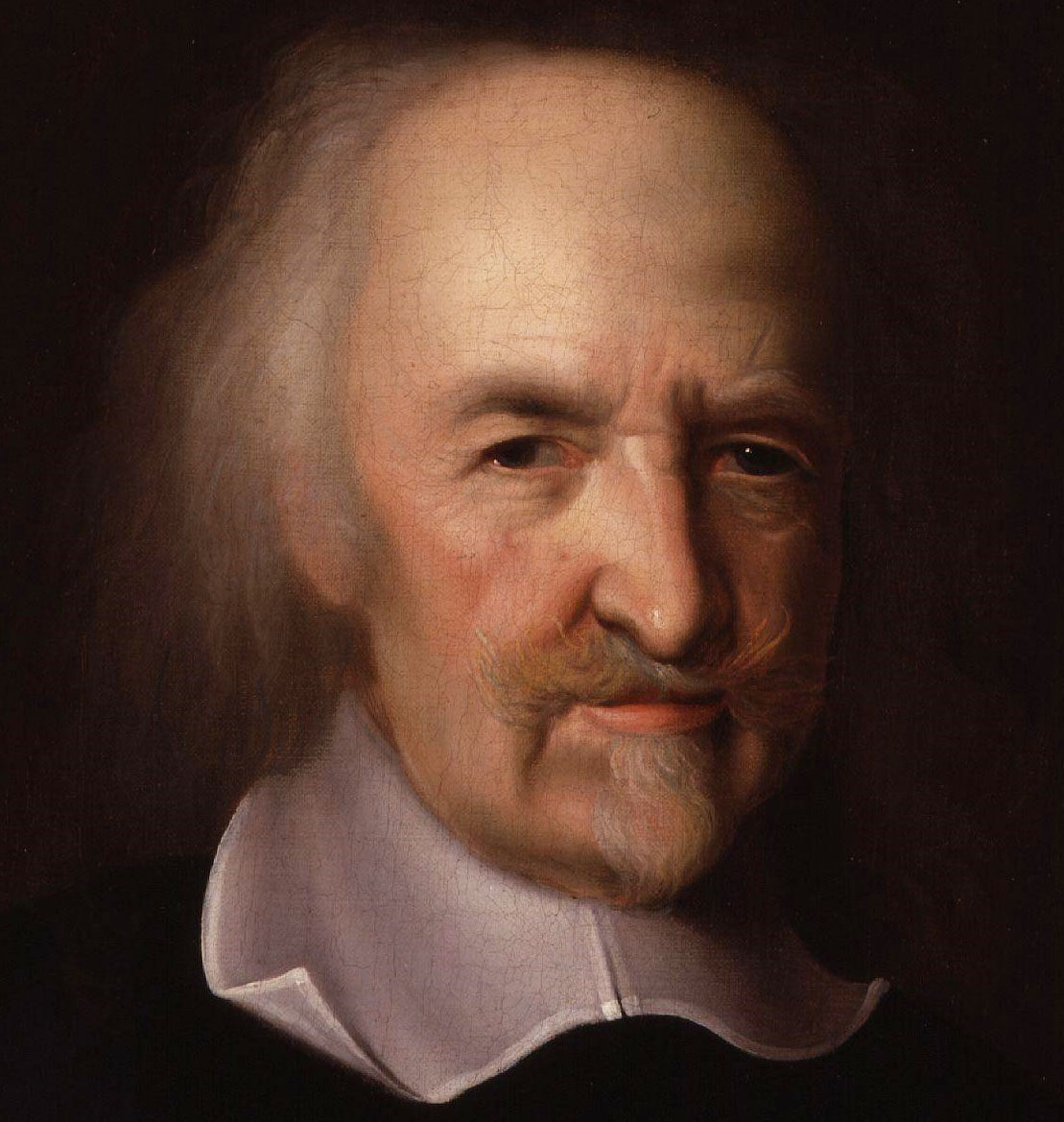
Thomas Hobbes

Von Thomas Hobbes wurde eine neue Sichtweise auf die Frage der Gerechtigkeit eingebracht. Hobbes löste sich von der Vorstellung einer von Gott gegebenen Ordnung und betrachtete in einem Gedankenmodell den Menschen in einem (fiktiven) Naturzustand. In diesem gibt es weder Eigentum noch Gerechtigkeit oder eine gesetzgebende Obrigkeit mit der Möglichkeit des Zwanges. Der Mensch ist des Menschen Wolf (Homo homini lupus est, De Cive: Widmung). Es findet ein Krieg aller gegen alle statt (Bellum omnium contra omnes, Leviathan Kap. 13) Das einzige natürliche Recht (ius naturale) des Menschen ist das auf Selbsterhaltung. Er ist sich selbst sein eigener Richter, der sich an seinen eigenen Zwecken orientiert (De Cive, 9). Hierdurch gerät er notwendig in Konflikt mit anderen. Aus diesem Zustand der Angst kann sich der Mensch nur durch vernünftige Klugheit (recta ratio) befreien, die ihn dazu bringt, natürlichen Geboten (leges naturae) zu folgen. Diese sind
1. Suche nach dem Frieden
2. Bereitschaft zugunsten des Friedens das eigene natürliche Recht einzuschränken
3. Einhaltung von Verträgen
4. Dankbarkeit und Entgegenkommen statt Rache und Nachtragen

Der eigene vernünftige Wille fordert die Anerkennung einer Herrschaft, die den Frieden auch mit Zwangsgewalt durchsetzt. Als Konsequenz wird das natürliche Recht im Wege eines Gesellschaftsvertrags – eines zeittypischen „Gedankenexperiments zu legitimatorischen Zwecken“ – auf einen Souverän übertragen.
„Aus dem Gesetz der Natur, das uns verpflichtet, auf einen anderen solche Rechte zu übertragen, deren Beibehaltung den Frieden der Menschheit verhindert, folgt ein drittes, nämlich: ‚Abgeschlossene Verträge sind zu halten.’“ (Leviathan, 15)
Die Konsequenz dieser Überlegungen ist ein absoluter Rechtspositivismus. Durch die unwiderrufliche Übertragung des natürlichen Rechtes auf den Staat ist der Mensch uneingeschränkt an die Einhaltung bestehender Gesetze gebunden. Andererseits entsteht kein Unrecht, das nicht durch einen Gesetzesverstoß oder einen Vertragsbruch begründet ist.
„Ebenso fügt im Staate der, welcher einen anderen schädigt, mit dem er keinen Vertrag geschlossen hat, diesem zwar einen Schaden zu; aber ein Unrecht verübt er nur gegen den, der die Staatsgewalt besitzt; denn wenn der, welcher geschädigt worden, sich über das Unrecht beschwerte, so könnte der Täter sagen: Was geht mich das an?“ (De Cive, 4)
„Wo keine allgemeine Gewalt ist, ist kein Gesetz, und wo kein Gesetz, keine Ungerechtigkeit“ (Leviathan, 13)
Bei Hobbes ist der Gesellschaftsvertrag gedanklich so konstruiert, dass jeder seine Freiheitsrechte an den Staat abtritt. Hierdurch wird der Staat zu nichts verpflichtet, da dieser nicht unmittelbar am Vertrag beteiligt ist. Der Staat kann selbst kein Unrecht begehen, da er die uneingeschränkte Macht der Rechtsetzung hat. Der Staat bzw. der Inhaber der Macht ist sein eigener Souverän. Hobbes legitimierte damit den absoluten Herrscher, dem die Bürger und selbst die Kirche uneingeschränkt unterworfen sind. Diese Sicht wird verständlich vor dem Hintergrund, dass Hobbes sich im englischen Bürgerkrieg (1642–1649) auf die Seite der Monarchisten stellte. De Cive entstand 1642 und der Leviathan wurde 1651 während der Herrschaft Oliver Cromwells veröffentlicht.
Auch im Verhältnis der Bürger untereinander ist der Vertrag der Maßstab, der die Gerechtigkeit bestimmt, weil er auf Freiwilligkeit der Beteiligten beruht.
„Der Wert aller Gegenstände eines Vertrages bemisst sich nach dem Verlangen der Vertragspartner, und deshalb ist der gerechte Wert der, den sie zu zahlen bereit sind.“

### John Locke

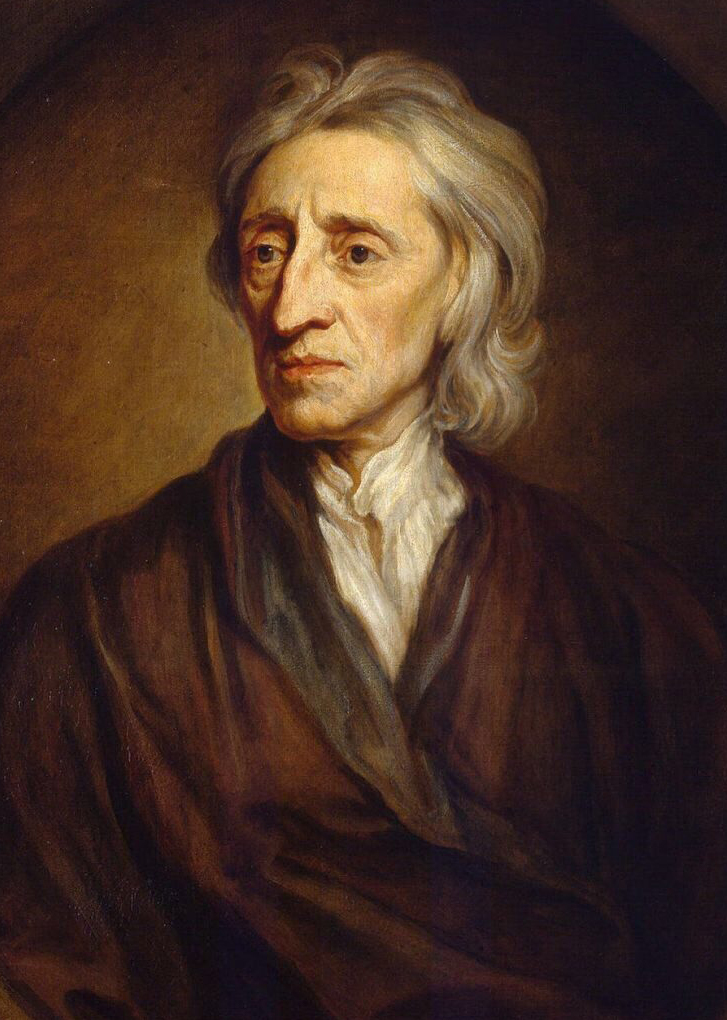
John Locke

Im Gegensatz zu Hobbes unterstellte John Locke ein göttliches Naturrecht. Als Schöpfer hat allein Gott ein Recht am Leben. Der Mensch darf daher weder sein eigenes, noch das Leben eines Anderen beeinträchtigen. Demgemäß ist der Naturzustand „ein Zustand vollkommener Freiheit“. Der Mensch ist berechtigt
„innerhalb der Grenzen des Naturgesetzes seine Handlungen zu lenken und über seinen Besitz und seine Person zu verfügen, wie es einem am besten scheint – ohne jemandes Erlaubnis einzuholen und ohne von dem Willen eines anderen abhängig zu sein.“ (Two Treatises of Government, II,4)
Eigentum entsteht durch Arbeit. Niemand darf sich mehr aneignen, als er selbst verbrauchen kann. Geld allerdings ist ein abstrakter Gegenstand, von dem beliebig viel angesammelt werden darf, da es nicht verderblich ist. Leben, Freiheit und Besitz sind die elementaren Naturrechte des Menschen. Sie existieren anders als bei Hobbes bereits vorstaatlich. Jeder Einzelne ist für die Vollstreckung des natürlichen Gesetzes zuständig und „berechtigt, die Übertreter dieses Gesetzes in einem Maße zu bestrafen, wie es notwendig ist, um eine erneute Verletzung zu verhindern.“ (II, 7)
Da der Naturzustand unsicher ist und die Naturrechte nicht gesichert sind, schließt der Mensch einen Gesellschaftsvertrag.
„Die einzige Möglichkeit, mit der jemand diese natürliche Freiheit aufgibt und die Fesseln bürgerlicher Gesellschaft anlegt, liegt in der Übereinkunft mit anderen, sich zusammenzuschließen und in eine Gemeinschaft zu vereinigen, mit dem Ziel eines behaglichen, sicheren und friedlichen Miteinanderlebens, in dem sicheren Genuss ihres Eigentums und in größerer Sicherheit gegenüber allen, die nicht zu dieser Gemeinschaft gehören.“ (II,95)
Staatsgewalt ist für Locke
„nichts als die vereinigte Gewalt aller Glieder der Gesellschaft, die jener Person oder Versammlung übertragen wurde, die der Gesetzgeber ist“ (II, 135)
Das besondere an Lockes Konzeption ist, dass die Gesetze und die staatliche Verfasstheit durch den Willensakt der Bürger gerechtfertigt werden. Der Staat ist nicht mehr durch Gott oder einen absoluten Herrscher (wie bei Hobbes) begründet, sondern repräsentiert den Willen seiner Bürger. Daraus ergibt sich das Recht der Bürger, die staatliche Gewalt aufzuheben und zu verändern, wenn diese nicht mehr ihrem Willen entspricht. Die Macht des Staates dient der Verwirklichung des menschlichen Daseins und darf sich nicht gegen den Menschen richten.
Gewaltenteilung ist für Locke nicht mit Naturrecht begründet, sondern ein Gebot der Klugheit. Der Gesetzgeber ist vom Volk eingesetzt und an stehende Gesetze, eine Verfassung, gebunden. Die vollstreckende Gewalt ist ihrerseits an die Gesetze gebunden.
„Wer immer deshalb die legislative oder höchste Gewalt eines Staatswesens innehat, ist verpflichtet, nach eingeführten, stehenden Gesetzen zu regieren, die dem Volk verkündet und bekannt gemacht wurden – und nicht durch Maßnahmeverordnungen –, durch unparteiische und aufrechte Richter, die Streitfälle nach ebenjenen Gesetzen entscheiden müssen, und die Macht der Gemeinschaft im Inland nur zur Vollziehung dieser Gesetze und nach außen zur Verhütung oder Vergeltung fremden Unrechts und zum Schutz der Gemeinschaft vor Überfällen und Angriffen zu verwenden. Und mit all dem darf kein anderes Ziel verfolgt werden als der Friede, die Sicherheit und das öffentliche Wohl des Volkes.“ (II, 131)

### David Hume

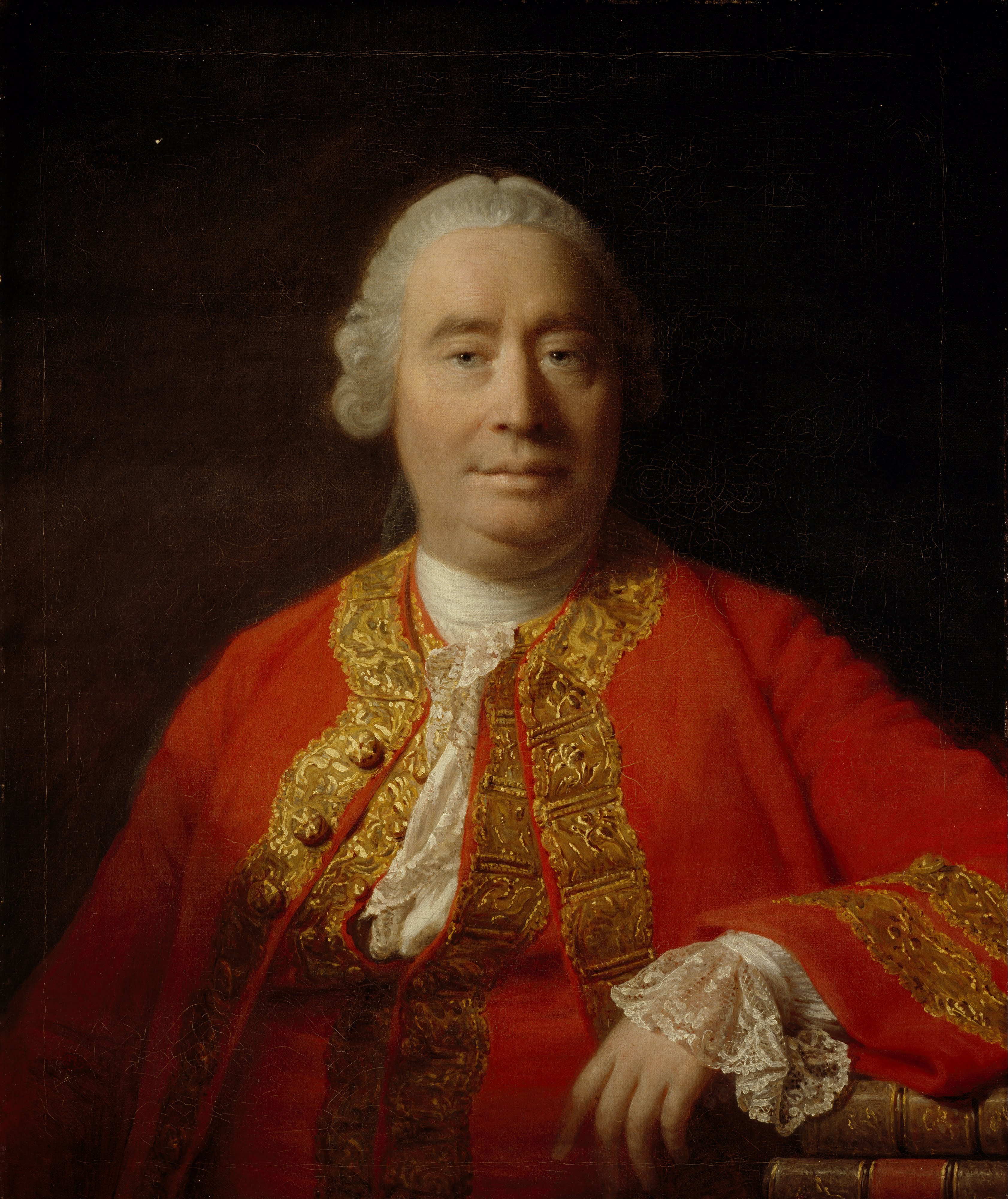
David Hume (1766; Porträt von Allan Ramsay)

David Hume unterschied zwischen natürlichen Tugenden wie Wohlwollen, Milde oder Freundschaft gegenüber Kindern und künstlichen Tugenden (artificial virtues) wie Treue, Ehrlichkeit und Gerechtigkeit. Alle Tugenden beruhen auf Neigungen. Künstliche Tugenden (auch im Sinne von Kunstfertigkeit) sind im Gegensatz zu natürlichen Tugenden Ausdruck der Verstandestätigkeit des Menschen, die allerdings im Sinne seines radikalen Empirismus wiederum letztlich wie das gesamte Sein auf Sinneswahrnehmungen zurückzuführen ist.
Aus diesem „Sein“ ergibt sich kein „Sollen“. Urteile hinsichtlich Gerechtigkeit sind Werturteile, die auf keine moralische Grundlage bezogen werden können, vielmehr entgegen dem Schein logisch nicht zu erschließen, sondern der Gewohnheit durch mehrmalige Erfahrungen zuzuordnen sind. Dennoch betrachtete er Gerechtigkeit als eine überaus wichtige Tugend, deren Zweck und Nutzen darin liegt, die Ordnung im menschlichen Zusammenleben zu gewährleisten. Oberstes Prinzip der Gerechtigkeit ist Hume zufolge der Schutz des menschlichen Eigentums, der durch das Vertragsprinzip sichergestellt werden kann. Bei der Verteilung des Eigentums vertrat Hume das Leistungsprinzip, weil hierdurch das Gesamtwohl der Gesellschaft am besten gefördert werde.
Hume begründete seine Skepsis mit der menschlichen Lebenssituation, die durch Knappheit, aber nicht durch extremen Mangel an Gütern gekennzeichnet sei. Würde der Mensch im Schlaraffenland leben, bedürfte es der Gerechtigkeit nicht, da jeder bekommt, was er möchte. Auch die reine Liebe, die man zum Teil in der Ehe und der Familie vorfinden kann, ist als Ersatz für die Gerechtigkeit nicht geeignet, da Menschen diese in größeren Gruppen nicht durchhalten. Die Idee eines vertragslosen Naturzustandes bei Hobbes kritisierte Hume als Fiktion, da die erste Lebensgemeinschaft des Menschen die Familie ist, in der es bereits Regeln und Erziehung gab, als noch keine Staaten existierten. Staaten bilden sich erst, wenn es soziale Ordnungen bereits gibt. Auch extremer Mangel führt aus Humes Sicht zur Abwesenheit von Gerechtigkeit, weil in einer solchen Situation nur der überleben kann, der egoistisch handelt.

### Jean-Jacques Rousseau
Jean-Jacques Rousseau formulierte seine Begründung eines Gesellschaftsvertrages ebenfalls ausgehend von einem Naturzustand des Menschen. Im Gegensatz zu Hobbes sind seine Überlegungen zwar auch hypothetisch, aber stark anthropologisch unterlegt, also kein reines Gedankenmodell.
„Worum präzise handelt es sich also in diesem Diskurs? Darum, im Fortschritt der Dinge den Augenblick zu bezeichnen, in dem das Recht die Stelle der Gewalt einnahm und die Natur somit dem Gesetz unterworfen wurde.“
Insbesondere sah Rousseau den Urzustand des Menschen nicht als Krieg, sondern er entwickelte ähnlich wie vor ihm Seneca das Urbild eines friedfertigen, sich selbst genügenden und von Mitleid geprägten Menschen. In diesem Zustand ist der Mensch frei, ohne soziale Bindungen und hat keine Sprache. Er kennt weder gut noch böse, weder Dein noch Mein, noch hat er eine Vorstellung von Gerechtigkeit. Die Vernunft als Fähigkeit zur Reflexion entsteht erst im Entwicklungsprozess des Menschen. Der Mensch kommt schrittweise zur Sprache und damit zu Allgemeinbegriffen. Hierdurch entsteht ein wesentlicher Unterschied zum Tier. Es entstehen zunächst der Hüttenbau und als erste soziale Einheit die Familie. Die natürliche Selbstliebe (amour de soi) wandelt sich allmählich in Eigenliebe (amour propre), auch Egoismus. Es entstehen Neid und Grausamkeit. Erst durch den Eintritt in eine Gesellschaft wird der Mensch böse, und es folgt der „Kampf aller gegen alle“. Ein grundlegender Schritt in diesem Entwicklungsprozess ist der Übergang zur Landwirtschaft. Durch die Landwirtschaft entstehen Zuordnungen und Eigentum. Sobald aber Eigentum existiert, entstehen die ersten Regeln des Rechts, durch die die Ungleichheiten festgeschrieben und immer weiter verstärkt werden.

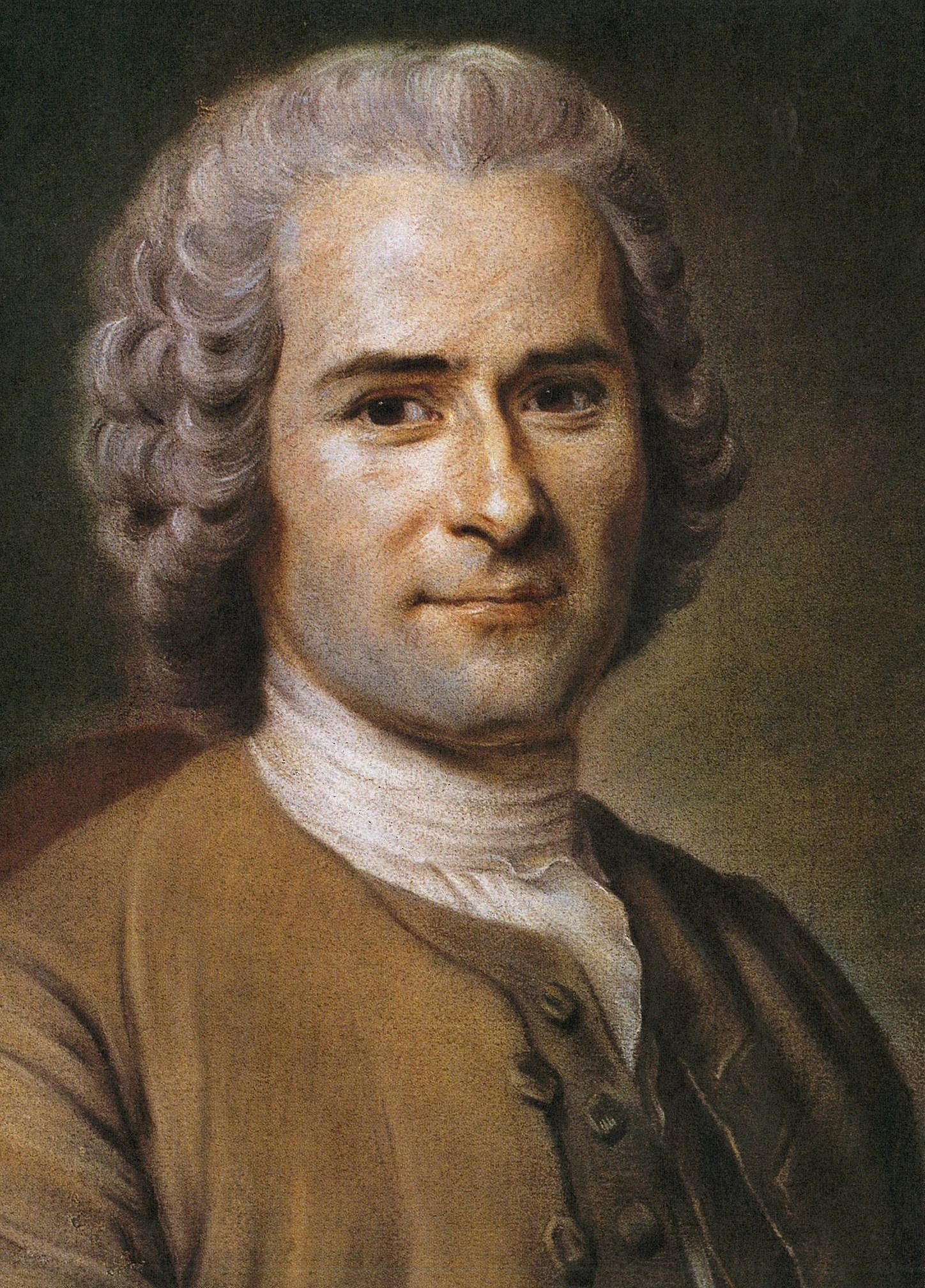
Jean-Jacques Rousseau, Pastell von Maurice Quentin de La Tour, 1753

„Der erste, der ein Stück Land einzäunte, kam auf den Gedanken zu sagen: das gehört mir; da er die Leute vorfand, die beschränkt genug waren, ihm das zu glauben, wurde er zum wahren Begründer der societe civile. Wieviel Verbrechen, Krieg, Mord und Elend wäre dem menschlichen Geschlecht erspart geblieben, wenn einer die Pfähle herausgerissen hätte, den Graben zugeschüttet und seinesgleichen zugeschrien hätte: ‚Hütet Euch vor diesem Betrüger, Ihr seid verloren, wenn Ihr vergesst, dass die Früchte allen gehören und dass der Boden niemandem gehört'“
„Dieser Übergang vom Naturzustand in den bürgerlichen Stand bewirkt im Menschen einen sehr bemerkenswerten Wandel, indem er die Gerechtigkeit anstelle des Instinktes in sein Verhalten setzt und seinen Handlungen die Sittlichkeit aufprägt, die ihm zuvor gefehlt hatte.“
Eigentum ist für Rousseau nichts Schlechtes, solange es auf eigener Arbeit beruht. Erst wenn es zu sozialen Ungleichheiten kommt und der Reiche seinen Besitz durch die Arbeit der Armen vermehrt, gehen Freiheit und Gleichheit der Bürger verloren. Erst dann dominieren Habgier und Herrschsucht. Als Ausweg aus den Widersprüchen einer so verdorbenen Gesellschaft sah Rousseau einen Staat, in dem die Bürger frei sind und gleich behandelt werden. Hierzu bedarf es eines Gesellschaftsvertrages (Contrat social). Dieser enthält „die totale Übereignung jedes Teilhabers mit all seinen Rechten an die gesamte Gemeinschaft“ Dadurch, dass jeder im Staat seine Rechte uneingeschränkt überträgt, wird die Gleichheit innerhalb der Gemeinschaft gewährleistet und, weil niemand Rechte an einem anderen hat, auch die Freiheit, zumindest in Form der bürgerlichen Freiheit. Der Staat wird durch diesen Akt zur Verkörperung des Gemeinwillens (volonté générale).
„Gemeinsam stellen wir alle, jeder von uns, seine Person und seine ganze Kraft unter die oberste Richtschnur des Gemeinwillens; und wir nehmen, als Körper, jedes Glied als untrennbares Ganzes auf.“
Weil der Staat als Souverän den Gemeinwillen seiner Bürger repräsentiert, ist er gegenüber dem Einzelnen zu nichts verpflichtet. Die Bürger als Einzelne sind hingegen Untertanen und an den Gemeinwillen gebunden. Daher hat der Staat das Recht, den Gemeinwillen auch mit Zwang durchzusetzen. Die Summe aus dem Willen der Einzelnen ist nicht identisch mit dem Gemeinwillen, denn die Bürger verfolgen ihre Privatinteressen. Der Gemeinwille ist aber auf das Wohl aller ausgerichtet. Er kommt dann zum Ausdruck, „wenn das ganze Volk über das ganze Volk eine Bestimmung erlässt.“ Gesetze müssen allgemeingültig sein und sich auf jeden Bürger beziehen. So zustande gekommene Gesetze können nicht unrecht sein, weil sie den Gemeinwillen ausdrücken. Die Bürger werden zur Rechtsgemeinschaft. Ähnlich wie Hobbes vertrat Rousseau damit eine positivistische Rechtsauffassung. Eine vom Volk eingesetzte Regierung hat lediglich die Aufgabe, die beschlossenen Gesetze auszuführen. Parteien oder Repräsentationssysteme stören den unmittelbaren Gemeinwillen. Anders als bei den britischen Empiristen ist bei Rousseau die Verwirklichung des Gesellschaftsvertrages nur in einer Republik denkbar. Er lehnte explizit das parlamentarische System Englands mit einem Monarchen an der Spitze ab.
Aus seinem Postulat der Gleichheit folgerte Rousseau, dass „kein Staatsbürger so reich sein darf, um sich einen andern kaufen zu können, noch so arm, um sich verkaufen zu müssen.“ Das Konzept des Sozialvertrages beruhte auch auf dem Prinzip der sozialen Gerechtigkeit. Wo individuelle Vorteile zu groß werden, muss der Gesetzgeber ausgleichend eingreifen.
„Wenn jedoch der Missbrauch unvermeidlich ist, folgt daraus, dass man ihn nicht wenigstens eindämmen muss? Weil der Lauf der Dinge stets auf die Zerstörung der Gleichheit ausgeht, deshalb muss die Kraft der Gesetzgebung stets auf ihre Erhaltung ausgehen.“
Mit der Forderung nach einer Sozialgesetzgebung stand Rousseau im Gegensatz zu liberalen Auffassungen wie der Lockes, für den der Schutz und die uneingeschränkte Gewährleistung des Eigentums grundlegend waren.

### Immanuel Kant

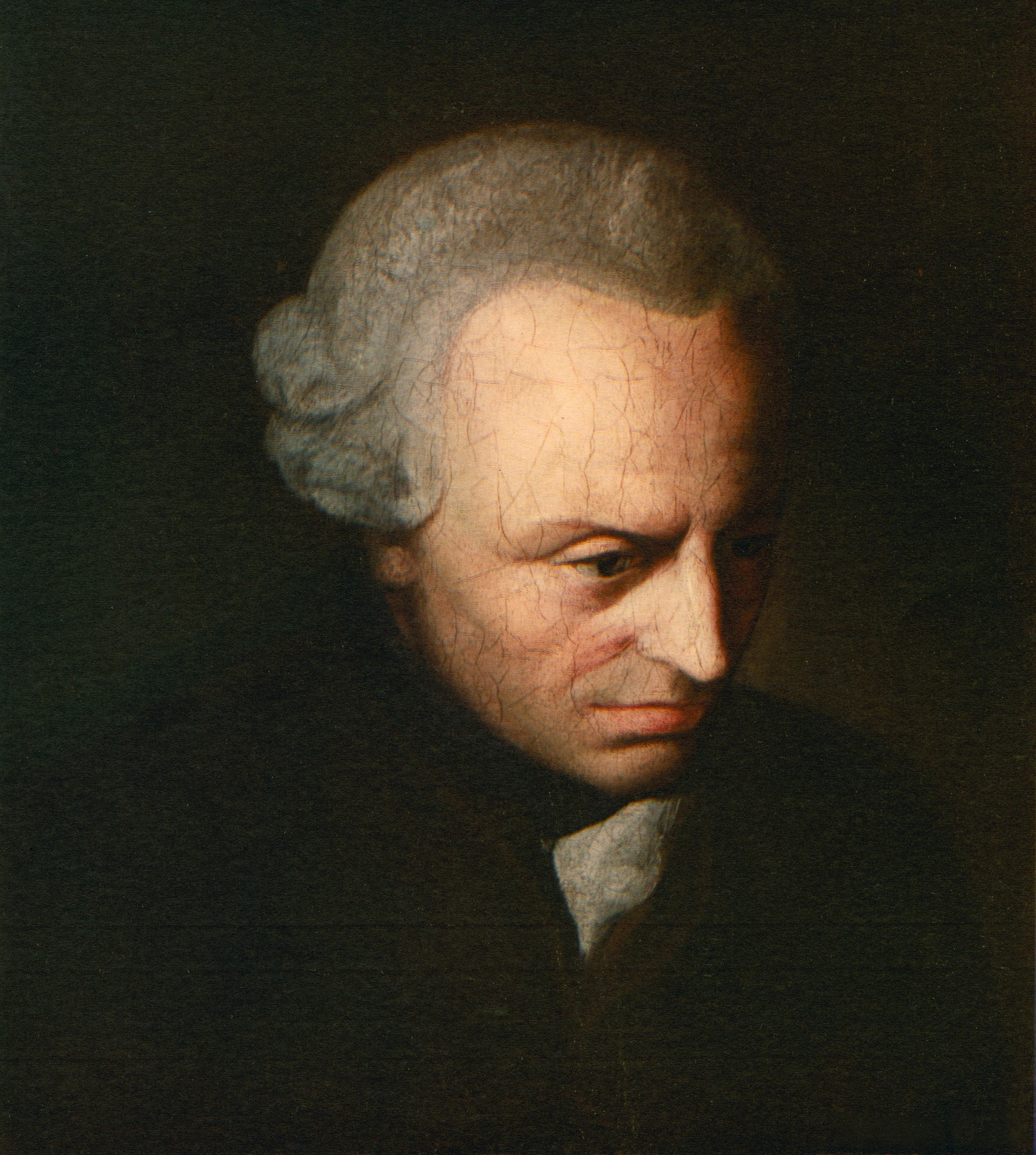
Immanuel Kant

Gerechtigkeit ist für Immanuel Kant ein unverzichtbarer Wert, „denn wenn die Gerechtigkeit untergeht, so hat es keinen Werth mehr, daß Menschen auf Erden leben“ (MdS RL, AA VI, 332). Er ersetzte den Gedanken des Naturrechts durch ein Vernunftrecht. Ein Naturrecht als überpositives Recht, zum Beispiel ein göttliches Recht, kann der Mensch nicht erkennen. Der Mensch ist mit den Mitteln der Vernunft für jede Erkenntnis auf empirische Anschauungen, auf seine Sinne, angewiesen. Ihm bleibt als Faktum nur die praktische Vernunft, die die theoretisch nicht zu entscheidende Frage, ob es eine Freiheit gibt, so beantwortet, dass es die Freiheit gibt.
Aus dem Gebot der praktischen Vernunft, die Freiheit des Menschen als regulative Idee anzunehmen, folgerte Kant die Autonomie des Menschen. Die Selbstbestimmung des Menschen macht ihn zum grundlegenden Zweck seines Handelns. Hiergegen zu verstoßen, verbietet der kategorische Imperativ (Menschenrechtsformel):
„Handle so, dass du die Menschheit, sowohl in deiner Person als in der Person eines jeden anderen jederzeit zugleich als Zweck, niemals bloß als Mittel brauchst.“ (GMS, AA IV, 429)
Der Mensch ist aus seiner Vernunft heraus verpflichtet, die Persönlichkeit und in ihr die Würde des Menschen zu achten. Dies gilt gegenüber jedem Menschen und ist somit ein Gebot der Gleichheit. Die Freiheit des Menschen ist nicht nur eine innere Freiheit, in der der Mensch gegenüber seiner Vernunft sich selbst verantwortlich ist und hieraus die (innere) Pflicht zur Sittlichkeit hat, sondern sie gilt auch im äußeren Verhältnis der Menschen zueinander.
Als Instrument der praktischen Umsetzung der Gerechtigkeit betrachtete Kant das Recht, in dem das Prinzip der Freiheit durch eine wechselseitige Bindung gewährleistet wird. Hierzu formulierte er den „Kategorischen Rechtsimperativ“ (Otfried Höffe).
„Das Recht ist also der Inbegriff der Bedingungen, unter denen die Willkür des einen mit der Willkür des anderen nach einem allgemeinen Gesetze der Freiheit zusammen vereinigt werden kann.“ Die Freiheit des Einzelnen und seine Autonomie wird zwar durch das Recht gewährleistet; aber durch die für alle geltende Bindung des Rechts wird die Freiheit auch beschränkt. Die vom Recht gewährleisteten Handlungsfreiheiten sind also wechselbezüglich: Die Freiheiten eines jeden finden ihre Grenzen an den Freiheiten anderer. Das Recht insgesamt ist ein System vernünftiger Ordnung der Freiheit. Diese Bestimmung der (iuridischen) Gerechtigkeit ist rein formal. Doch hat die Freiheit nicht nur formale, sondern auch materielle Komponenten und erfordert auch reale Entfaltungsmöglichkeiten. Für die materiale Gerechtigkeit bedarf es nach Kant der empirischen Erfahrung. Nach Fichte (der hinsichtlich der Wechselbezüglichkeit der Freiheiten mit Kant übereinstimmt), müsse jedem die Chance geboten werden, durch persönliche Leistung etwas zu erwerben, und es solle „nur an ihm selber liegen, wenn einer unangenehmer lebt“.

### Karl Marx

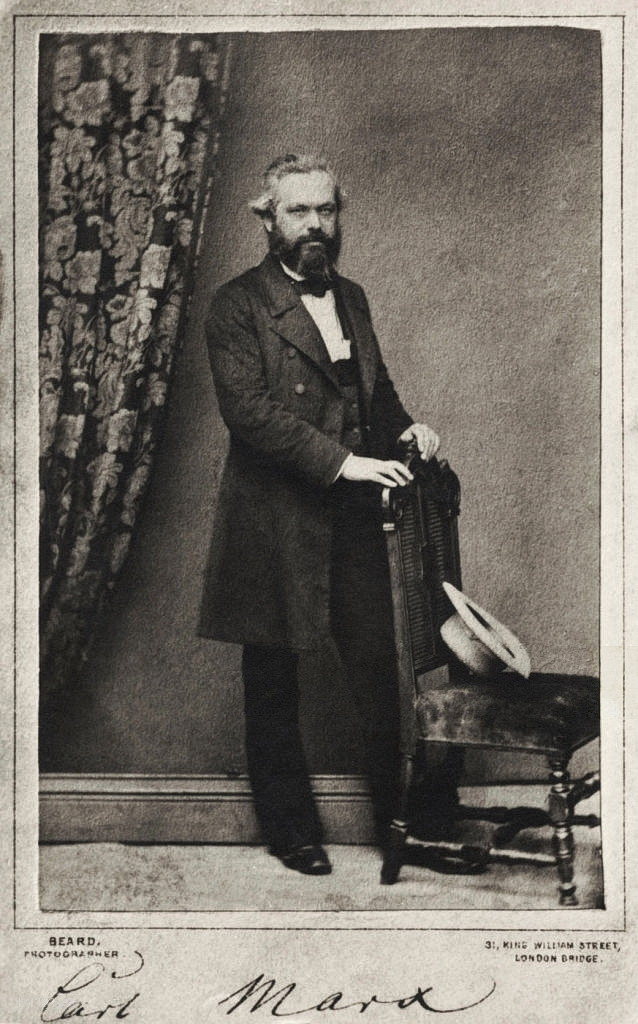
Karl Marx (1861)

Für Karl Marx (1818–1883) existiert keine überzeitliche oder absolute Gerechtigkeit; vielmehr ist sie wie andere ideologische Formen auch stets an bestimmte historische und ökonomische Voraussetzungen gebunden.
Marx hatte über die Philosophie Epikurs promoviert und dessen Theorie des Vertrages als die der Natur des Menschen angemessene Rechtsform kennengelernt.
Bereits seit seinen politischen Frühschriften kritisiert er zum einen das Recht als Kategorie der bürgerlichen Gesellschaft und verfolgt zugleich das normative Ziel menschlicher Emanzipation.
Während des Vormärz erkannte er 1844 eine besondere Situation Deutschlands gegenüber anderen Nationen wie Frankreich und England, in welchen bereits bürgerliche Revolutionen und nachfolgende Restaurationen stattgefunden hatten. Für ihn war die Auseinandersetzung mit der wesentlich von Georg Wilhelm Friedrich Hegel entwickelten deutschen Staats- und Rechtsphilosophie „sowohl die kritische Analyse des modernen Staats und der mit ihm zusammenhängenden Wirklichkeit als auch die entschiedene Verneinung der ganzen bisherigen Weise des deutschen politischen und rechtlichen Bewußtseins, dessen vornehmster, universellster, zur Wissenschaft erhobener Ausdruck eben die spekulative Rechtsphilosophie selbst ist“.
Die positive Möglichkeit der Emanzipation in Deutschland sieht er im Proletariat als „einer Klasse mit radikalen Ketten, einer Klasse der bürgerlichen Gesellschaft, welche keine Klasse der bürgerlichen Gesellschaft ist, eines Standes, welcher die Auflösung aller Stände ist, einer Sphäre, welche einen universellen Charakter durch ihre universellen Leiden besitzt und kein besondres Recht in Anspruch nimmt, weil kein besondres Unrecht, sondern das Unrecht schlechthin an ihr verübt wird, welche nicht mehr auf einen historischen, sondern nur noch auf den menschlichen Titel provozieren kann, welche in keinem einseitigen Gegensatz zu den Konsequenzen, sondern in einem allseitigen Gegensatz zu den Voraussetzungen des deutschen Staatswesens steht, einer Sphäre endlich, welche sich nicht emanzipieren kann, ohne sich von allen übrigen Sphären der Gesellschaft und damit alle übrigen Sphären der Gesellschaft zu emanzipieren, welche mit einem Wort der völlige Verlust des Menschen ist, also nur durch die völlige Wiedergewinnung des Menschen sich selbst gewinnen kann“.
Im allgemeineren theoretischen Rahmen des von Marx im Zusammenwirken mit Friedrich Engels (1820–1895) formulierten historischen Materialismus bildet das Recht einer Gesellschaft gemeinsam mit Staat, Religion, Wissenschaft und Kunst den Überbau über die Basis aus materieller Produktion und Verkehr.
Dadurch erscheine die Gesellschaft vom bürgerlichen Standpunkt aus als gerecht:
„So lange man Bourgeois ist, kann man nicht umhin, in diesem [Klassen-]Gegensatz einen Zustand der Harmonie und ewigen Gerechtigkeit zu erblicken, der Niemandem erlaubt, sich auf Kosten des Anderen Geltung zu verschaffen.“
Die notwendige Voraussetzung für eine Änderung sei die Entwicklung der Produktivkräfte, „weil ohne sie nur der Mangel verallgemeinert, also mit der Notdurft auch der Streit um das Notwendige wieder beginnen und die ganze alte Scheiße sich herstellen müßte, weil ferner nur mit dieser universellen Entwicklung der Produktivkräfte ein universeller Verkehr der Menschen gesetzt ist, daher einerseits das Phänomen der ‚Eigentumslosen‘ Masse in Allen Völkern gleichzeitig erzeugt (allgemeine Konkurrenz), jedes derselben von den Umwälzungen der andern abhängig macht, und endlich weltgeschichtliche, empirisch universelle Individuen an die Stelle der lokalen gesetzt hat“.
An Stelle dieser bürgerlichen Gesellschaft soll „eine Assoziation, worin die freie Entwicklung eines jeden die Bedingung für die freie Entwicklung aller ist“ treten.
In seinen Untersuchungen ab 1850 zur Kritik der politischen Ökonomie gelangte Marx zu einer genaueren Klärung des Privateigentums als Rechtsform der Ware, ein Ansatz, der in den 1920er Jahren von Eugen Paschukanis weiterentwickelt worden ist.
Marx lobt Aristoteles, der bereits erkannte, dass der Austausch von Waren ihre Gleichheit, und diese ihre Kommensurabilität voraussetzt. Die Kommensurabilität der Werte unterschiedlicher Waren hält Aristoteles aber für in Wahrheit unmöglich und einen lediglich praktischen Notbehelf. Diese Auffassung erklärt Marx aus dem antiken Entwicklungsstand der Produktionsverhältnisse:
„Daß aber in der Form der Warenwerte alle Arbeiten als gleiche menschliche Arbeit und daher als gleichgeltend ausgedrückt sind, konnte Aristoteles nicht aus der Wertform selbst herauslesen, weil die griechische Gesellschaft auf der Sklavenarbeit beruhte, daher die Ungleichheit der Menschen und ihrer Arbeitskräfte zur Naturbasis hatte.“
Gerecht sei im Kapitalismus somit der Austausch von Waren entsprechend ihrem Wert:
„Die Gerechtigkeit der Transaktionen, die zwischen den Produktionsagenten vorgehn, beruht darauf, daß diese Transaktionen aus den Produktionsverhältnissen als natürliche Konsequenz entspringen. Die juristischen Formen, worin diese ökonomischen Transaktionen als Willenshandlungen der Beteiligten, als Äußerungen ihres gemeinsamen Willens und als der Einzelpartei gegenüber von Staats wegen erzwingbare Kontrakte erscheinen, können als bloße Formen diesen Inhalt selbst nicht bestimmen. Sie drücken ihn nur aus. Dieser Inhalt ist gerecht, sobald er der Produktionsweise entspricht, ihr adäquat ist. Er ist ungerecht, sobald er ihr widerspricht. Sklaverei, auf Basis der kapitalistischen Produktionsweise, ist ungerecht; ebenso der Betrug auf die Qualität der Ware.“
Marx unterscheidet zwischen dem revolutionären und reformistischen Weg zum Kommunismus. Als die Führung der Sozialdemokratischen Partei 1875 im Entwurf des Gothaer Programmes die Einführung von Genossenschaften propagiert, weist Marx sie in seiner Kritik darauf hin, dass die individuelle Emanzipation der Arbeiter in Genossenschaften durch die notwendigen Rechtsverhältnisse noch stark eingeschränkt ist. Er schreibt:
„In einer höheren Phase der kommunistischen Gesellschaft, nachdem die knechtende Unterordnung der Individuen unter die Teilung der Arbeit, damit auch der Gegensatz geistiger und körperlicher –arbeit verschwunden ist; nachdem die Arbeit nicht nur Mittel zum Leben, sondern das erste Lebensbedürfnis geworden; nachdem mit der allseitigen Entwicklung der Individuen auch ihr Produktivkräfte gewachsen und alle Springquellen des genossenschaftlichen Reichtums voller fließen – erst dann kann der enge bürgerliche Rechtshorizont ganz überschritten werden und die Gesellschaft auf ihre Fahne schreiben: Jeder nach seinen Fähigkeiten, jedem nach seinen Bedürfnissen!“
Der Kommunismus ist oft als unrealisierbar kritisiert worden, weil die vorausgesetzte Entwicklung der Produktivkräfte nicht möglich sei.
Deutsche Frühsozialisten, die nach Frankreich geflüchtet waren und für die Ideale Freiheit, Gleichheit und Gerechtigkeit eintraten, organisierten sich seit den 30er Jahren des 19. Jahrhunderts im Bund der Gerechten. Nachdem Marx und Engels dort eine Führungsposition eingenommen hatten, wurde dieser 1847 in Bund der Kommunisten umbenannt.
Die Umbenennung markierte einen neuen Akzent. Ob die Gerechtigkeit ein selbständiger zentraler Wert oder – dem Marx’schen Postulat entsprechend – ausschließlich Ausdruck objektiver Verhältnisse und damit ein abgeleiteter ist, diese Kontroverse existiert in sozialistischen Zusammenhängen bis heute. Ein Beispiel ist die Geschichte der SPD, in der bis 1918 beide Standpunkte vertreten waren.
In nahezu allen politischen, sozialen und kulturellen Bewegungen, die sich mit Fragen der Gerechtigkeit auseinandergesetzt haben, wie der Arbeiterbewegung, der antikolonialistischen Bewegung und der Frauen-Emanzipationsbewegung, spielten marxistische Strömungen – unterschiedlicher Ausrichtung – eine Rolle. Bis in die Gegenwart gibt es marxistische oder neomarxistische Ansätze zur Gerechtigkeitsdebatte beispielsweise in der Befreiungstheologie.

### Utilitarismus
Der Utilitarismus ist ein Konsequentialismus, das heißt eine ethische Position, die die beabsichtigten Folgen von Handlungen bewertet (Konsequenzprinzip). Er steht damit im Gegensatz zu einer deontologischen Ethik wie der Kants, deren Maßstab Handlungszwecke sind. Die Utilitaristen knüpfen an die Auffassung Humes an, dass ethische Werte nicht von sich aus bestehen, sondern erklären sie aus der menschlichen Praxis. Der Maßstab für das ethisch Gute ist allein der Nutzen, den eine Handlung stiftet (Wertprinzip). Insofern spielt Gerechtigkeit ähnlich wie bei Hume im Utilitarismus nur eine sekundäre Rolle, nämlich insofern sie zu einem positiven Nutzen führt. Für den Utilitarismus ist all das gerecht, was den Nutzen vermehrt und den Schaden vermindert. Verteilungen von Gütern und Handlungen werden anhand ihres Nutzens vorgenommen.
Häufig wird der Utilitarismus mit einer egoistischen Ethik gleichgesetzt, in der eine individuelle Nutzenmaximierung verfolgt wird. Dies ist jedoch nicht der Fall. Bereits Jeremy Bentham, der als Begründer des Utilitarismus gilt, formulierte als Ziel „das größte Glück der größten Zahl“. Utilitaristen verfolgen als Hauptziel die Maximierung des gesamtgesellschaftlichen Nutzens (Maximumprinzip). Daraus ergeben sich Pflichten gegenüber der Gemeinschaft, an denen sich der Einzelne orientieren muss. Probleme entstehen dann, wenn das Nutzenstreben mit ethischen Werten wie der Gerechtigkeit kollidiert. Im Laufe der Geschichte haben die Utilitaristen die Formulierung und Begründung ihrer Theorie immer weiter verfeinert und Einwände berücksichtigt.

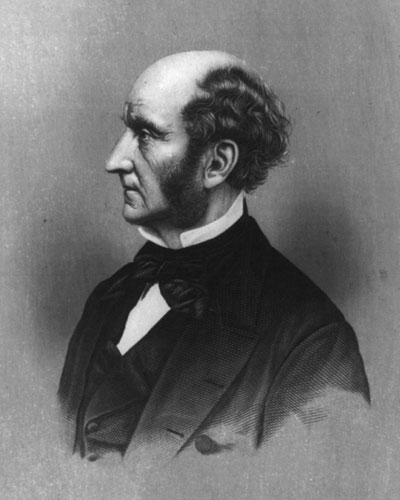
John Stuart Mill

Während noch Bentham den Nutzen rein quantitativ nach Umfang, Dauer und Intensität eines Glücksgefühls (pleasure), also rein hedonistisch aufgefasst hatte, brachte bereits John Stuart Mill qualitative Maßstäbe ein. Die Höhe des Nutzens bestimmte er anhand der Präferenzen, die ein Einzelner einem Gegenstand oder einer Tatsache beimisst. Dabei bewertete er geistige Lust höher als sinnliche Lust. „Es ist besser ein unzufriedener Mensch als ein zufriedenes Schwein zu sein; lieber ein unzufriedener Sokrates als ein zufriedener Dummkopf sein.“
Henry Sidgwick, ein späterer Klassiker des Utilitarismus, wandte sich gegen die rein hedonistischen Auffassungen Benthams und ebenso gegen Mills modifizierte Form. In Hinblick auf die Alltagsmoral sei das reine Lustprinzip ungeeignet, weil der normale Bürger es nicht auf die Gesellschaft, sondern seine eigene Person beziehe. Er entwickelte stattdessen den Regelutilitarismus. Danach sind allgemein anerkannte moralische Werte und Tugenden sekundäre Prinzipien zur Orientierung, deren Einhaltung dazu führt, dass das „Normalverhalten“ des Einzelnen der Nutzenmaximierung der Gesellschaft dient. Eine moderne Fassung der „Zwei-Ebenen-Theorie“ findet sich bei Richard Mervyn Hare.
Eine weitere Variante ist der Durchschnittsutilitarismus, der zum Beispiel von John Harsanyi vertreten wurde. Maßstab ist der Nutzen pro Kopf und nicht mehr der absolute Nutzenbetrag der Gesellschaft. Hierdurch wird vor allem auch ein qualitatives Wachstum bei einer schrumpfenden Gesellschaft für den Utilitaristen beurteilbar. Harsanyi verwies darauf, dass in unreflektierten Situationen keine rationalen Nutzenbetrachtungen stattfinden. Erst wenn man eine ideale Situation herstellt, kann man den eigentlichen (wahren) Nutzen feststellen. Hierzu gehören
1. vollständige empirische Kenntnisse des Sachverhalts
2. größtmögliche Sorgfalt bei der Bewertung
3. rationale, psychisch ungestörte Entscheidungen.[48]

Alle Versionen des Utilitarismus können den möglichen Konflikt zwischen Gerechtigkeit und Nutzenkalkül nicht vollständig auflösen. Grundsätzlich kann ein Utilitarist nicht sagen, ob ein bestimmter gesellschaftlicher Zustand gerecht ist oder nicht, sondern nur ob dieser Zustand es gegenüber einem anderen ist (Vergleichsabhängigkeit).
Nutzenrechnungen könnten individuelle Wertvorstellungen nicht erfassen. Auch sei der Begriff des Nutzens nur schwer quantifizierbar, und vor allem könnten Utilitaristen die grundlegende Werte, wie die Verwirklichung der Menschenrechte nicht sicherstellen. Im Extremfall könnte das dahin führen, die Sklaverei mit Nutzenbetrachtungen zu begründen.
Schon Mill und auch Sidgwick versuchten die Frage der Gerechtigkeit in ihr Konzept zu integrieren. So führte Mill den Unterschied verschiedener Gerechtigkeitskonzepte darauf zurück, dass diesen unterschiedliche Nutzenbewertungen (Präferenzen) zugrunde liegen. Entsprechendes gilt für Fragen der Entlohnung, des Strafrechts oder der Besteuerung. Gerechtigkeit kennzeichnete Mill als eine vollkommene Pflicht, weil sie eingefordert werden kann. Andere Tugenden wie Großmut und Wohltätigkeit sind unvollkommen, weil sie nicht obligatorisch sind. Die Einhaltung der vollkommenen Pflicht ist durch Strafen sanktionierbar. Durch die Bewertung der Strafen ergab sich für Mill ein unmittelbarer Zusammenhang zum Nutzenthema. In der aktuellen Debatte hat Rainer Trapp einen unmittelbaren Gerechtigkeitsutilitarismus entwickelt. Er ergänzt die Maximierung des Nutzenvolumens mit einer Gleichheit der Nutzenverteilung und stellt eine Relation zwischen Nutzenniveau und moralischem Verdienst her.

### Walter Benjamin
Walter Benjamin schrieb 1921 den Aufsatz Zur Kritik der Gewalt (KdG), in dem er sich mit dem Verhältnis von Gewalt, Recht und Gerechtigkeit auseinandersetzte. Benjamin fragte, wie Gewalt legitimiert werden kann. Anknüpfend an Kant, unterschied er Zwecke und Mittel. Gerechte Zwecke können „durch berechtigte Mittel erreicht werden, berechtigte Mittel an gerechte Zwecke gewendet werden.“ (KdG 180) Gewalt kann nur als Mittel dienen, nicht aber als durch Vernunft bestimmter Selbstzweck. Unrechtmäßige Gewalt bedroht jede Rechtsordnung. Daraus folgt, dass paradoxerweise im Recht die Befugnis zur Gewalt enthalten sein muss, um das Recht mit Gewalt durchzusetzen. Zugleich kann Gewalt außerhalb des Rechts niemandem zugestanden werden. Die Sanktionierung von Gewalt im Recht ist für Benjamin daher die „historische Anerkennung ihrer Zwecke“ (KdG 182).
Gewalt ist allgemein betrachtet entweder rechtsetzend oder rechtserhaltend. Rechtsetzend ist einerseits die Gewalt des Angreifers im Krieg und andererseits der Generalstreik, der entweder als politischer Streik neues Recht schaffen oder als proletarischer Streik Recht auflösen will und damit in die angestrebte Anarchie führt. Dadurch, dass jede Rechtsetzung danach strebt, auf Dauer zu bestehen, erzeugt sie in sich die Rechtserhaltung. Diese ist eine Bestätigung und damit eine Wiederholung der Rechtsetzung.
Gerechtigkeit kann nicht dem (gesetzten) Recht entspringen, da ihre Gültigkeit sonst vom Paradox von gesetzter und erhaltender Gewalt abhinge. Gerechtigkeit ist aber im Verhältnis zum Recht transzendent. Um dieses zu fassen, unterschied Benjamin zwischen mythischer und göttlicher Gewalt. Das positive Recht ist eine Errungenschaft des Menschen. Es entspringt der Macht und ist daher im Mythos begründet. Im Mythos manifestiert sich Gewalt spontan, aber dennoch rechtsetzend. Die Gerechtigkeit liegt jenseits der menschlichen Macht. Sie kann daher nur von einer Gewalt herrühren, die Schuld und Sühne überwindet. Die göttliche Gewalt ist Benjamins Symbol für die in der Gerechtigkeit liegende Kraft, sich der menschlichen Gewalt zu entziehen. Funktion der göttlichen Gewalt ist es, der rechtsetzenden Gewalt „Einhalt zu gebieten“.
„Ist die mythische Gewalt rechtsetzend, so die göttliche rechtsvernichtend, setzt jene Grenzen, so vernichtet diese grenzenlos, ist die mythische verschuldend und sühnend zugleich, so die göttliche entsühnend, ist jene drohend, so diese schlagend, jene blutig, so diese auf unblutige Weise letal.“ (KdG 199)
Für Benjamin hat Gerechtigkeit eine sittliche, außerhalb des Rechts liegende Dimension, ohne das „dialektische Auf und Ab“ (KdG 202) des durch die Gewalt bestimmten Rechts. Sie ist das „Prinzip aller göttlichen Zwecksetzung“. (KdG 198)

### Friedrich August von Hayek
Für Friedrich August von Hayek ist das Recht der Gesellschaften in einem komplexen Evolutionsprozess des gemeinsamen Zusammenlebens entstanden. Entsprechend kann man eine Moralordnung nicht erkennen, sondern nur erlernen. Eine Gesellschaft wird umso stabiler, je mehr sich die Moralordnung in der Rechtsordnung abbildet. Die Rechtsordnung gibt den Rahmen des gesellschaftlichen Zusammenlebens, in dem sich die einzelnen Menschen spontan nach ihren eigenen Vorstellungen, ob vornehmlich egoistisch oder altruistisch, organisieren. Der Mensch kann sich umso mehr selbst verwirklichen, je mehr Freiheit ihm die Rechtsordnung gewährt. Freiheit ist deshalb der grundlegende Wert des Zusammenlebens. In einer freien Gesellschaft wird durch Kreativität und Initiative Einzelner im Markt Wohlstand und Fortschritt erzeugt. Weil Einzelne das gesamte vorhandene Wissen niemals auch nur annähernd auf sich vereinigen können, ist der Markt einer gelenkten Wirtschaft immer überlegen.
Eine Beurteilung der Verteilungsergebnisse des Marktes mit dem Maßstab der Gerechtigkeit ist ein Missverständnis. Wie ein Spiel ist auch der Markt ein System mit Regeln. Gerecht ist ein Ergebnis, wenn die Spielregeln eingehalten werden. In diesem Sinne ist ein 1:1 im Fußball genauso gerecht wie ein 6:0. Eine Umverteilung kommt einer nachträglichen Korrektur eines Spielergebnisses gleich, wenn sie im Namen der Gerechtigkeit geschieht. Was jemand im Rahmen bestehender Regeln in einem freien Markt erworben hat, ist legitimes Eigentum. Ein Rückgängigmachen durch die Politik ist nach Hayeks Verständnis ungerecht.
Entsprechend sind die Rede von sozialer Gerechtigkeit und das Ziel einer vom Verdienst abhängigen Einkommensgleichheit ein Kategorienfehler. Der Begriff soziale Gerechtigkeit gehört „nicht in die Kategorie des Irrtums, sondern in die des Unsinns, wie der Ausdruck ‚ein moralischer Stein’.“ Dieses Verständnis bedeutet nicht, dass Hayek eine Sozialpolitik ablehnte und einen Nachtwächterstaat forderte. Er betrachtete vielmehr „Nothilfe“ als eine „Pflicht der Gemeinschaft“. Da der Markt nicht nur auf Leistung und Geschicklichkeit beruht, sondern in hohem Maß auch von Glück und Pech bestimmt ist, ist ein Ausgleich gegen Armut berechtigt, soweit der Markt versagt. Gegenstand von Politik kann nur ein auskömmliches Leben, nicht aber Verteilungsgerechtigkeit sein.
„Alle modernen Regierungen haben Fürsorge für die Bedürftigen, vom Missgeschick Betroffenen und die Arbeitsunfähigen geschaffen und haben sich mit Fragen des Gesundheitswesens und der Verbreitung von Wissen befasst. Es besteht kein Grund, aus dem der Umfang dieser reinen Dienstleistungen mit dem allgemeinen Wachstum nicht erweitert werden sollte […] Es kann kaum geleugnet werden, dass mit zunehmendem Reichtum jenes Existenzminimum, das die Gemeinschaft für die, die sich nicht selbst erhalten können, immer geboten hat, und dass das außerhalb des Marktes geboten werden kann, allmählich steigen wird, oder dass die Regierung nützlicher Weise, und ohne Schaden anzurichten, in solchen Bemühungen hilfreich oder sogar führend sein kann.“
Wogegen sich Hayek massiv wehrte, sind die Eingriffe des Staates in den Markt selbst. Gelenkte Wirtschaft, das ist sein Hauptargument, verhindert Kreativität und Eigeninitiative und ist damit notwendig weniger produktiv, erzeugt weniger Fortschritt und führt damit zu weniger Wohlstand, als der Markt es kann. Deshalb lehnte er grundsätzlich jede Form von Subventionen ab. Bezogen auf den Markt darf es nur Verfahrensgerechtigkeit durch Festlegung von Spielregeln geben. Eine marktkonforme Sozialpolitik kann hingegen die Sicherheit und Zufriedenheit befördern und damit ihrerseits zur Entfaltung der Produktivität des Marktes beitragen.
Vor diesem Hintergrund hält Hayek die Forderung nach einer Gleichheit im Einkommen für nicht legitim. Zu respektieren ist lediglich die rechtliche und politische Gleichheit jeder Person. In diesem Sinne darf Politik das Recht nicht instrumentalisieren, sondern muss nach Prinzipien handeln. Gesetzgebung sollte nicht auf Interessenausgleich beruhen, sondern sich an allgemeinen Gerechtigkeitsüberzeugungen orientieren.

### John Rawls
John Rawls hat mit der Theorie der Gerechtigkeit (TG) 1971 eine grundlegende Diskussion über die Frage der Gerechtigkeit in der politischen Philosophie ausgelöst. Seine Gerechtigkeitstheorie ist eine Vertragstheorie, die in ihren Grundgedanken an Locke und Kant anknüpft, zugleich aber die Frage der sozialen Gerechtigkeit und moderne Methoden der Entscheidungs- und Spieltheorie mit einbezieht. Nach Rawls hat eine Gesellschaft zwei Grundfunktionen: Die Förderung der Interessenharmonie und die Bewältigung von Konflikten. Um diese Aufgaben zu lösen, bedarf es der Gerechtigkeit. Diese ist „die erste Tugend sozialer Institutionen“ (TG 19). Als Beispiele für solche Institutionen nennt Rawls die Verfassung, Gedanken- und Gewissensfreiheit, Märkte mit Konkurrenz, Privateigentum an Produktionsmitteln oder die monogame Familie.
“Es sind Grundsätze nötig, um zwischen verschiedenen gesellschaftlichen Regelungen der Güterverteilung zu entscheiden und eine Einigung darüber zu erzielen. Das sind die Grundsätze der sozialen Gerechtigkeit: sie ermöglichen die Zuweisung von Rechten und Pflichten in den grundlegenden Institutionen der Gesellschaft, und sie legen die richtige Verteilung der Früchte und Lasten der gesellschaftlichen Zusammenarbeit fest.” (TG 21/22)
„Der Gerechtigkeitsbegriff ist also für mich definiert durch seine Grundsätze für die Zuweisung von Rechten und Pflichten und die richtige Verteilung gesellschaftlicher Güter. Eine Gerechtigkeitsvorstellung ist eine Ausdeutung dieser Funktion.“ (TG 26)
Dem Grundgedanken des Utilitarismus, den Gesamtnutzen der Gesellschaft ohne Rücksicht auf die Belange und Befindlichkeit des Einzelnen zu maximieren, stand Rawls kritisch gegenüber. Vor allem berücksichtige der Utilitarismus die Verschiedenheit der einzelnen Menschen nicht. Die Gesellschaft bestimmte er als ein Kooperationssystem, aus dem jeder Einzelne, der daran teilnimmt, einen möglichst großen Vorteil ziehen kann. Einem solchen System treten freie und vernünftige Menschen bei, wenn die Prinzipien der Gerechtigkeit in einer Ausgangssituation der Gleichheit festgelegt werden. „Diese Betrachtungsweise der Gerechtigkeitsgrundsätze nenne ich Theorie der Gerechtigkeit als Fairness.“ (TG 28)
Rawls skizzierte diese Theorie durch eine fiktive Ausgangssituation als Urzustand mit folgenden Elementen:
- Gleichheit: Jeder hat bei der Wahl der Grundsätze die gleichen Rechte.
- Verbindlichkeit: Jeder stimmt zu, dass beschlossene Grundsätze eingehalten werden müssen.

- Schleier des Nichtwissens: Niemand weiß, welche Rolle er nach Verabschiedung der Grundsätze in der neuen Ordnung einnehmen wird.
- Neutralität: Jeder verhält sich bei der Festlegung der Grundsätze neutral in Bezug auf alle anderen Beteiligten.
- Anerkennung von gesellschaftlichen Grundgütern: Hierzu zählen insbesondere Rechte, Freiheiten und Chancen, Einkommen und Vermögen sowie die sozialen Grundlagen der Selbstachtung.

Wenn diese Grundlagen gegeben sind, können sich die Beteiligten nach Rawls auf zwei Grundprinzipien einigen:
1. Jede Person hat ein gleiches Recht auf das umfassende System gleicher Grundfreiheiten, das mit demselben System von Freiheiten für alle vereinbar ist.
2. Soziale und ökonomische Ungleichheiten sind zulässig, wenn sie

a) mit Positionen und Ämtern verbunden sind, die allen unter Bedingungen fairer Chancengleichheit zur Verfügung stehen.
b) zu einem größeren zu erwartenden Vorteil für die am wenigsten Begünstigten führen (Differenzprinzip).
Als Nebenbedingungen formulierte Rawls zwei Vorrangregeln:
1. Vorrang der Freiheit: Die Gerechtigkeitsprinzipien stehen in lexikalischer Ordnung (gelten der Reihe nach), das heißt, dass die Freiheit nur eingeschränkt werden kann, wenn diese Einschränkung die Freiheit im Gesamtsystem stärkt und alle dieser Einschränkung zustimmen können.
2. Vorrang der Gerechtigkeit: Die Chancengleichheit hat einen Vorrang gegenüber dem Differenzprinzip, solange die Chancenungleichheit nicht die Situation der Schlechtergestellten verbessert.

Das Gerechtigkeitskonzept von Rawls hat als Leitbild die Freiheit und Gleichheit aller Beteiligten in einer Gesellschaft. Es wird daher auch als egalitärer Liberalismus bezeichnet. Zu den uneinschränkbaren Grundrechten zählt Rawls das Recht, zu wählen und öffentliche Ämter zu bekleiden, die Rede- und Versammlungsfreiheit, die Gewissens- und Gedankenfreiheit, die persönliche Freiheit, zu der der Schutz vor psychischer Unterdrückung und körperlicher Misshandlung sowie der Schutz vor willkürlicher Festnahme und Haft gehören, sowie das Recht auf Eigentum (TG 82). Ungleichheit kann für Rawls nur durch das Differenzprinzip gerechtfertigt werden. Sie ist dann zulässig, wenn auch die nicht so Begünstigten davon profitieren.
„Wer von der Natur begünstigt ist, sei es, wer es wolle, der darf sich der Früchte nur so weit erfreuen, wie das auch die Lage der Benachteiligten verbessert. Die von der Natur Bevorzugten dürfen keine Vorteile haben, bloß weil sie begabter sind, sondern nur zur Deckung der Kosten ihrer Ausbildung und zu solcher Verwendung ihrer Gaben, dass auch den weniger Begünstigten geholfen wird. Niemand hat seine besseren natürlichen Fähigkeiten oder einen besseren Startplatz in der Gesellschaft verdient.“ (TG 122)
Mit diesem Argument trat Rawls für einen Sozialstaat ein, in dem eine Korrektur der Verteilung zugunsten weniger Begünstigter zum Beispiel im Bereich der Bildung legitim ist. Er verlangte vor allem eine angemessene Sparrate, um die Chancen der nachfolgenden Generationen zur Gestaltung ihres Lebens zu gewährleisten. Forderungen nach einer Generationengerechtigkeit und einer Umweltethik werden teilweise mit Rawls’ Überlegungen begründet.

### Ronald Dworkin
Ronald Dworkin vertritt ähnlich wie Rawls einen egalitären Liberalismus. Seine an Kant angelehnte Grundthese lautet, dass jeder Bürger den Anspruch auf gleiche Rücksicht und gleichen Respekt (equal concern and respect) hat. Eine Regierung muss gegenüber verschiedenen, oft gegensätzlichen Überzeugungen ihrer Bürger über die richtige Lebensweise neutral sein. Aus dem Prinzip der Gleichheit schließt Dworkin, dass es Aufgabe des Staates ist, Gleichheit auch aktiv durch sozialen Ausgleich herzustellen.
In der Gleichheit drückt sich die Anerkennung der Autonomie der Person aus. Konkret nennt Dworkin zwei Prinzipien, die Voraussetzung für eine gerechte Gesellschaft sind:
1. Jeder soll ein erfolgreiches, nicht vergeudetes Leben führen können.
2. Die Verantwortung für den Erfolg des eigenen Lebens ist nicht delegierbar.

Ein auf Gleichheit aufgebauter Liberalismus erkennt an, dass die Menschen in einer Gesellschaft unterschiedliche Präferenzen haben. Der beste Ort zur Verwirklichung dieser Präferenzen ist der Markt und eine repräsentative Demokratie mit Mehrheitsentscheidungen. Allerdings führen diese Institutionen in der Praxis zu Diskriminierungen und Ungleichheiten.
„So findet der Liberale bezogen auf den ökonomischen Markt und die politische Demokratie aus verschiedenen Gründen, dass diese Institutionen ungleiche Ergebnisse erzeugen, solange er nicht seinem System (scheme) verschiedene Arten individueller Rechte hinzufügt. Diese Rechte dienen dem Einzelnen als Trumpfkarte; sie ermöglichen dem Einzelnen bestimmten Entscheidungen zu widerstehen, entgegen der Tatsache, dass diese Entscheidungen durch die normalen Funktionsweisen allgemeiner Institutionen, die keinen Selbstzweck haben, entstehen.“
Die Einführung von schützenden Rechten dient der Gewährleistung der gleichen Rücksicht und des gleichen Respekts für alle. Moralisch neutral darf der Staat nur sein, soweit er die Gleichheit sicherstellt. Da der Mensch für sein Handeln verantwortlich ist, kann der Ausgleich durch den Staat nicht auf der Ebene der Wohlfahrt stattfinden, denn diese ist wesentlich auch abhängig von den Handlungen der Betroffenen. Der Ausgleich hat vielmehr auf der Ebene der Ressourcen zu erfolgen, denn diese bestimmen, was der Mensch aus seinem Leben machen kann.
Zur Begründung, nach welchen Kriterien der Ausgleich erfolgen soll, entwickelt Dworkin ähnlich wie andere Gerechtigkeitstheoretiker ein fiktives Gedankenmodell, in dem Schiffbrüchige auf einer Insel die verfügbaren Ressourcen untereinander aufteilen. Als Verfahren schlägt er eine Versteigerung vor, weil auf diesem Wege die Präferenzen am besten berücksichtigt werden. Die Versteigerung führt zu einem Gleichgewicht, wenn der von ihm so bezeichnete „Neid-Test“ (envy test) negativ ausfällt, das ist der Moment, bei dem keiner der Beteiligten mehr lieber die Position eines anderen Beteiligten einnehmen möchte.
Zum Ausgleich von natürlichen Nachteilen ebenso wie des Einflusses von Schicksalsschlägen entwickelt Dworkin im Gedankenmodell ein mehrstufiges Konzept von Versicherungen. Da in der Praxis niemand derartige Versicherungen abschließt, schlägt er für die reale Welt ein differenziertes Besteuerungssystem vor, das den entsprechenden Risiken Rechnung trägt.

### Robert Nozick
Schon bald nach Rawls’ Theorie der Gerechtigkeit erschien 1974 als Werk der politischen Philosophie Anarchy, State and Utopia (dt. Übers.: Anarchie, Staat, Utopie), (ASU) des US-Amerikaners Robert Nozick. Es gilt als die radikal‐liberale (libertäre) Antwort auf Rawls. Nozick stellte seine Überlegungen auf der Grundlage möglichst weniger Interventionen des Staates in die Gesellschaft an. Er hält den Menschen für ein rationales Wesen, dessen natürliche Rechte, das Recht auf Leben, Freiheit und Eigentum, gewährleistet werden müssen und nicht durch zu viele verbindliche Vorschriften eingeschränkt werden dürfen. Rawls berücksichtige vor allem nicht die Ungleichheit der Interessen der Menschen. Seine Annahme, alle Menschen seien in einem fiktiven Anfangszustand gleich gewesen, hält Nozick aufgrund unterschiedlicher Interessen der Individuen für falsch. Auch die These, dass Menschen unter dem „Schleier des Nichtwissens“ neutral entscheiden und sich zu einer gleichen Verteilung der Güter motivieren lassen, lehnt er ab. Dies begründete er mit unterschiedlicher Risikobereitschaft der Handelnden, die stets ihren eigenen voneinander abweichenden Präferenzen folgen (ASU 206ff). Nozick stellte als konträres Konzept eine Anspruchstheorie auf, die auf der Grundidee eines unverletzlichen gerechten Eigentums beruht. Dieses ist gegeben, wenn der Besitz
a) selbst geschaffen oder angeeignet wurde, ohne bereits zuvor jemandes Eigentum zu sein,
b) durch eine rechtmäßige Transaktion erworben wurde, also durch freiwillige und gerechte Handelsgeschäfte, eine Schenkung oder ähnliches oder
c) durch die Korrektur einer unrechten Transaktion entstanden ist.(ASU 144)
Jede Verteilung ist gerechtfertigt, solange sie auf freiwilligen Handlungen aller Beteiligten beruht. Eine zwangsweise Umverteilung durch einen Wohlfahrtsstaat lehnte Nozick ab, weil dazu die Zustimmung aller Beteiligten fehle. Der Staat darf nur eingreifen, wenn der Prozess des freiwilligen Austausches gestört ist. Die Kritiker der libertären Auffassung bemängeln, dass bei ungleichen Verteilungen kein fairer und gerechter Austausch stattfinden kann. Aufgrund ungleicher Machtpositionen, kommt es zu einem Versagen des Marktes, das dieser nicht selbst korrigieren kann und aus demselben Grund können die Menschenrechte nicht gewahrt werden.

### Kommunitarismus
Vertreter der sozialphilosophischen Strömung des Kommunitarismus bringen gegen liberale Positionen vor, dass sie zu einer Überbetonung des Eigennutzes führen und die Wertvorstellungen der verschiedenen gesellschaftlichen Gemeinschaften vernachlässigen. Gerechtigkeit könne aber nur erreicht werden, wenn die Gesellschaft auf vielfältige kulturelle und religiöse Strukturen Rücksicht nimmt. Sie entsteht nach dieser Auffassung erst durch soziale Akzeptanz in der Gemeinschaft. Als ein Hauptwerk des Kommunitarismus gilt das Buch After Virtue (Titel der deutschen Übersetzung: Der Verlust der Tugend) des schottisch-amerikanischen Moralphilosophen Alasdair MacIntyre aus dem Jahre 1981.
Verbreitet wird auch Michael Walzer als ein Hauptvertreter dieser Denkrichtung angesehen. Insbesondere durch eines seiner Hauptwerke, Spheres of Justice (deutsch: Sphären der Gerechtigkeit) hat er der als Reaktion auf John Rawls’ Gerechtigkeitstheorie entstandenen Liberalismus-Kommunitarismus-Debatte entscheidende Impulse geliefert. In diesem Werk gliedert er die Gesellschaft in elf Teilbereiche. Jeder gesellschaftliche Teilbereich (auch Sphäre genannt) ist durch ihm eigene Dominanzen und Monopole gekennzeichnet, aus denen jeweils sehr spezifische Gerechtigkeitsarrangements hervorgehen. Diese den Sphären immanenten Gerechtigkeitsarrangements sind nicht verallgemeinerungsfähig.
In der Sphäre „Mitgliedschaft und Zugehörigkeit“ (etwa zu Nachbarschaften, Familien und Vereinen), kommt besonders klar zum Vorschein, dass erst die Art der Zugehörigkeit zu einer bestimmten Gemeinschaft festlegt, ob und wie viele Güter man zugeteilt bekommt. Hinzuweisen ist jedoch darauf, dass Walzer selbst sich stets dagegen verwahrt hat, als Kommunitarist bezeichnet zu werden.

### Bruce Ackerman
Eine weitere Fassung des politischen Liberalismus formulierte Bruce Ackerman in seinem Buch „Social Justice in a Liberal State“ (SJ). Auch Ackerman verwendet ein Gedankenexperiment zur Verdeutlichung seiner Ideen. In einem Raumschiff wird beratschlagt, wie die Kolonisten für einen Planeten mit der allgemeinen Ressource „manna“ ausgestattet werden sollen. Die einzig überzeugende Verteilung ist für Ackerman die Gleichverteilung. Manna steht dabei als Symbol für Geld in der realen Welt und das Gedankenexperiment dient der Begründung für die Zulässigkeit einer Umverteilung. Ziel der Verteilung ist es, eine „unabhängige Unterschiedlichkeit“ (undominated diversity, SJ 116) sicherzustellen. Wenn jemand ein Lebensprojekt verfolgt, das allgemein für gut gehalten wird, so hat er einen Anspruch, dass Behinderungen in der natürlichen Ausstattung ausgeglichen werden.
Zur Regelung von Konflikten entwickelt Ackerman ein eigenes Konzept des Diskurses zur Legitimation von Macht in der Gesellschaft. Jeder der Macht ausübt, also nicht nur die Regierung, muss sie gegenüber seinen Mitbürgern legitimieren. Eine solche Legitimation ist überhaupt akzeptabel, wenn sie drei Prinzipien erfüllt:
- Rationalität: Es müssen sachliche Gründe vorliegen. (SJ 4)
- Konsistenz: Die Gründe dürfen in sich nicht widersprüchlich sein. (SJ 7)
- Neutralität: Die Gründe dürfen nicht auf einer Werthaltung (Religion, Weltanschauung) beruhen (SJ 10)

Legt man diese Maßstäbe für den liberalen Dialog (liberal conversation) zugrunde, darf sich nach Ackerman zum Beispiel der Staat nicht in die Religion einmischen (SJ 111), sind Abtreibungen legitim (SJ 126/127), ist Zensur nicht erlaubt (SJ 153) oder haben Privatschulen keinen Anspruch auf öffentliche Förderung (SJ 160). Begründet ist es auch, wenn eine Gesellschaft Immigration nur solange zulässt, solange die politische Stabilität nicht gefährdet ist (SJ 95). Die Möglichkeit, Konflikte zu solchen Themen zu lösen, sieht Ackerman in der Ausrichtung der Teilnehmer im Rahmen des liberalen Dialogs auf pragmatische Lösungen. Die ideale Sprechsituation von Habermas lehnt er als kontrafaktisch ab.
Eine neue Diskussion unter dem Stichwort Teilhabegesellschaft hat Ackerman gemeinsam mit Anne Alstott angestoßen, als beide in dem Buch „The Stakeholder Society“ den schon auf Thomas Paine zurückgehenden Vorschlag einer Grundrente aufgriffen und für jeden aus einem zu schaffenden Fonds eine bedingungslose Einmalzahlung in Höhe von 80.000 USD (den üblichen Kosten eines Studiums) zum 18. Lebensjahr vorschlugen. So lassen sich soziale Notlagen von vornherein zumindest teilweise vermeiden und jeder bekommt eine größere Chance, sich selbst zu verwirklichen. Die Finanzierung des Fonds soll zunächst aus Erbschaft- und Vermögensteuern erfolgen und im zweiten Schritt aus Rückzahlungen der Begünstigten am Ende des Lebens, d. h. dann durch Zahlung des Grundbetrages einschließlich Zinsen aus dem zu vererbenden Vermögen (Bürger-Erbschaft). Lohnzuschüsse betrachten Ackerman/Alstott als reine Wohltätigkeit, die keinen unmittelbaren Bezug zur geforderten Chancengleichheit hat. Aufgabe des Staates ist es, Marktversagen zu korrigieren, nicht aber, in individuelle Lebenspläne einzugreifen. Die Einmalzahlung und deren freie Verwendung richtet sich daher auch gegen eine immer stärker zunehmende Fürsorge-Mentalität. Mit der Einmalzahlung erhält der Einzelne eine höhere Verantwortung für das eigene Leben.

### David Gauthier
Einen vertragstheoretischen Ansatz, der auf das Prinzip der Rationalität abstellt, entwickelt David Gauthier in seinem Buch Morals by Agreement (Moral durch Vereinbarung). Seine Theorie beschränkt sich auf ökonomische Rationalität, gilt also nur für Fragen der Verteilungsgerechtigkeit. Ähnlich wie der Utilitarismus betrachtet er Gerechtigkeit als Realisierung eines wechselseitigen individuellen Vorteils. Moralität beruht auf rationalen Entscheidungen. Gauthier schließt Annahmen über objektive Werte oder individuelle Affekte aus seiner Betrachtung aus. Das Instrument seiner Gerechtigkeitstheorie ist die Spieltheorie, weil in dieser Lösungen für strategische Abhängigkeiten untersucht werden. Dabei versucht er zu zeigen, dass moralisches Verhalten grundsätzlich gegenüber einer ausschließlich auf Eigeninteresse ausgerichteten Strategie vorteilhaft ist, weil das Ergebnis für alle Beteiligten zu einem höheren Nutzen führt.
Im Gefangenendilemma ist Kooperation grundsätzlich vorteilhafter als Nichtkooperation. Dies gilt insbesondere, wenn die Kooperationsfrage mehrfach in Folge (iteriert) auftritt. Voraussetzung für kooperatives Verhalten ist allerdings, dass in einer Verhandlungslösung gegenseitiges Vertrauen zu einer kooperativen Einstellung der Gegenseite besteht. Ansonsten würde sich jeder auf die Minimallösung der Nichtkooperation zurückziehen. Die Menschen müssen zudem bereit sein, unvollkommene Marktbedingungen durch faire Verhandlungslösungen zu ersetzen, faire Ausgangsbedingungen für ihre Verhandlungen zu schaffen und von einer Interessenmaximierung absehen können. Die Kooperationsverhandlung darf nicht an (unrealistischen) Maximalforderungen scheitern und jeder Beteiligte muss aus der Verhandlung einen Nutzen ziehen können, also besser gestellt werden als ohne Kooperation. Als Optimum bezeichnet Gauthier einen Kompromiss, bei dem alle Beteiligten im Vergleich zu einer für sie realistisch erreichbaren Maximallösung ein gleich hohes Zugeständnis machen (Minimaxprinzip). Gerade durch das gleich hohe Zugeständnis wird nach Gauthier eine gerechte Lösung erreicht.

### Thomas M. Scanlon
Ausgangspunkt für Thomas M. Scanlon ist eine intuitionistische und individualistische Moralphilosophie. Für ihn ist eine Handlung dann annehmbar, wenn sie niemand mit vernünftigen Gründen zurückweisen kann. Er unterscheidet sich damit von der Vertragsauffassung von John Rawls, da dessen Theorie nicht auf das Individuum, sondern ausschließlich auf die Gestaltung gesellschaftlicher Institutionen abstellt. Zugleich steht Scanlons Auffassung auch im Gegensatz zu David Gauthier, weil er einen abweichenden Vernunftbegriff zu Grunde legt. Bei Gauthier ist die egoistische Vernunft, die Vorstellung, dass der Einzelne nur seine individuellen Interessen verfolgt, für moralische Entscheidungen maßgeblich. Moralische Prinzipien werden dann akzeptiert, wenn sie langfristig dem Eigennutz dienen. Scanlon setzt gegen die den Nutzen kalkulierende Vernunft (ratio) den Begriff einer universalen Vernünftigkeit (reason), nach der auch andere als auf Eigennutz beruhende Werte Gründe für das Handeln geben. Diese Gründe ergeben sich in der Selbstreflexion aus der Abwägung verschiedener Faktoren und ihr Gewicht ist wesentlich durch die gesellschaftlichen Rahmenbedingungen und die Anerkennung moralischer Regeln wie der Toleranz beeinflusst.
Schon aufgrund des Vernunftbegriffs ergibt sich eine große Nähe Scanlons zu Rawls. Scanlon nennt seine Auffassung Kontraktualismus, weil sie einerseits auf dem Prinzip der Begründbarkeit aufbaut, das die Bereitschaft, Gründe zu akzeptieren, voraussetzt. Andererseits gehört dazu, dass sich diese Gründe nicht auf ein abstraktes Prinzip beziehen, sondern (zumindest hypothetisch) von anderen Personen als nicht abweisbar anerkannt werden müssen. Es kommt auf die inhaltliche Argumentation an.
Scanlon hält die Gründe, mit denen Rawls den Utilitarismus ablehnt, für plausibel. Auch Scanlon ist ein Befürworter des Egalitarismus. Als Begründung führt er fünf Argumente an, die gegen die Ungleichheit sprechen:
1. Umverteilung verbessert die Lage von Menschen in großer Not. Bei diesem Argument steht eher der Humanismus als der Egalitarismus im Vordergrund.
2. Große Ungleichheit hat demütigende Statusunterschiede zur Folge. Diese Demütigungen können durch Verbesserung der Gleichheit verringert werden.
3. Ökonomische Besserstellung führt zu inakzeptabler Macht. Indem die ökonomische Freiheit gefördert wird, wird auch die Macht begrenzt.
4. Ohne Chancengleichheit entstehen ungleiche Ausgangsbedingungen an den Möglichkeiten der Gesellschaft.
5. Eine durch Macht bedingte hierarchische Ordnung in einem Produktionssystem führt zu ungleicher Entlohnung und damit zu ungleichen Anteilen an einer gemeinsamen Wertschöpfung.

„der Gleichheitsgedanke bezieht demnach seine Überzeugungskraft aus verschiedenen anderen moralischen Ideen, von denen nicht alle spezifisch egalitärer Natur sind.“
Scanlon hat zwar einen anderen Begründungsansatz, kommt aber im Ergebnis der Position von Rawls sehr nahe. Er hält sogar das Argument Dworkins, dass im Sinne der Ressourcengleichheit auch natürliche Benachteiligungen auszugleichen sind, und die Forderung Sens, dass eine Kompensation zur Herstellung von gleichen Verwirklichungschancen erfolgen soll, in der Theorie von Rawls für abbildbar.
„Rawls Liste der sozialen Grundgüter umfasst „die sozialen Grundlagen der Selbstachtung“ und seine Theorie beinhaltet die Idee der „Chancengleichheit“ als eigenständige Forderung. Die beiden Punkte, auf die ich Wert lege, hätten folglich eine Basis in seiner Gesamttheorie.“
Eine gerechte Struktur einer Gesellschaft hängt nicht von den Zielen der Menschen ab, sondern davon, ob die Gesellschaft die Grundlagen für die Verwirklichung der Ziele bereitstellt. Die Menschen müssen aber ihr Leben selbst gestalten und sind für die Qualität ihres Lebens selbst verantwortlich.

### Jürgen Habermas

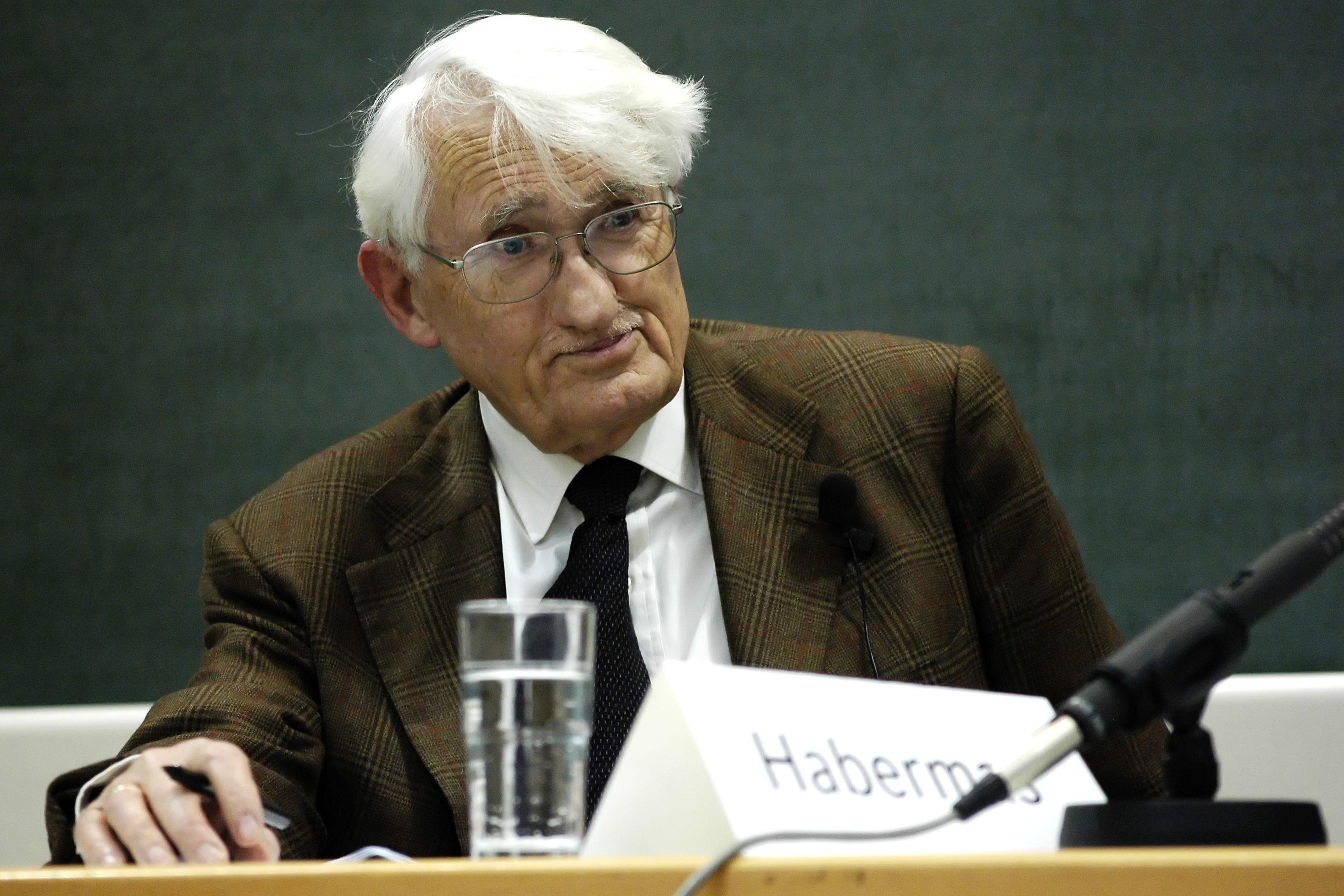
Habermas 2007 an der Hochschule für Philosophie München

Jürgen Habermas hat keine eigenständige Rechtsphilosophie entwickelt, sondern seine grundlegenden Überlegungen zu diesem Thema in seine Theorie des kommunikativen Handelns und die Diskursethik eingebettet. Diese sind im Werk Faktizität und Geltung (FuG) zusammengefasst. Bereits der Titel dieses Werkes weist darauf hin, dass Habermas von einer faktischen historischen Rechtswirklichkeit ausgeht. Metaphysische Begründungen des Rechts wie ein gottgegebenes Recht, ein Naturrecht, den Rückgriff auf das Wesen des Menschen, aber auch eine höhere Einsicht der Vernunft lehnt Habermas ab.
Im Gegensatz zum Historismus und zum Rechtspositivismus, die sich ihrerseits auf die Untersuchung des empirisch vorhandenen Rechts beziehen, verweist Habermas andererseits darauf, dass das Recht für seine Geltung einer Legitimation bedarf. Eine Reduzierung auf die Faktizität reicht nicht aus. Ohne Legitimation fehlen dem Recht die Akzeptanz der Adressaten und damit deren Bereitschaft, es einzuhalten. Rechtsgemeinschaften versteht er als „Assoziationen von gleichen und freien Rechtsgenossen, deren Zusammenhalt gleichzeitig auf der Androhung äußerer Sanktionen wie auf der Unterstellung eines rational motivierten Einverständnisses beruht.“ (FuG 23) Zur Geltung des Rechts trägt nicht nur die objektive Wirklichkeit bei, sondern auch die subjektive Einstellung, die der Bürger zum Recht einnimmt. Recht umfasst nicht nur Grenzen der Handlungsfreiheit, sondern auch Vorgaben eines Spielraums zur selbstbestimmten Entfaltung von Freiheit.
Im Gegensatz zum systemtheoretischen Positivismus Niklas Luhmanns ist Recht für Habermas nicht nur ein Subsystem der Gesellschaft, das der Einzelne aus der Beobachterperspektive wahrnimmt und das für ihn ein äußeres Element seiner Umwelt darstellt. Der Einzelne steht vielmehr als Teilnehmer in einer Interaktion mit den geltenden Normen und akzeptiert diese nur, wenn er ihnen einen Sinn entnehmen kann und von ihrer Richtigkeit überzeugt ist. Damit ist das positive Recht kein leerer Formalismus, sondern sein Geltungsanspruch hängt von seiner Ausgestaltung ab; „auch das positive Recht muss legitim sein.“ (FuG 49)
In der Geschichte findet sich eine Vielzahl von Beispielen unzureichender Akzeptanz bestehender Rechtsverhältnisse, so in Staaten mit Sklaverei, im Absolutismus, aber auch im liberalen Kapitalismus des 19. Jahrhunderts.
„Wie ein Blick auf die europäische Arbeiterbewegung und die Klassenkämpfe des 19. Jahrhunderts lehrt, sind ja die politischen Ordnungen, die den Modellrechnungen von einer formal-rechtlich rationalisierten Herrschaft noch am nächsten kommen, keineswegs per se als legitim empfunden worden – sondern allenfalls von seiten der nutznießenden Sozialschichten und ihrer liberalen Ideologien.“ (FuG 546)
Da gesellschaftliche Entwicklungen dynamisch und komplex sind, erscheint es Habermas nicht möglich, bestimmte Rechtsverhältnisse philosophisch als ideal auszuweisen. Naturrecht und Vertragstheorien können die Lebensverhältnisse sowie die Mobilität und Pluralität der modernen Gesellschaft nicht abbilden.
„Bald wurde klar, dass sich die Dynamik einer über Märkte integrierten Gesellschaft in den normativen Begriffen des Rechts nicht mehr einfangen und im Rahmen eines apriorisch entworfenen Rechtssystems erst recht nicht sicherstellen ließen. Jeder Versuch, die Grundlagen des privaten und des öffentlichen Rechts theoretisch ein für allemal aus obersten Prinzipien abzuleiten, musste an der Komplexität der Gesellschaft scheitern.“ (FuG 592)
Allerdings kann man laut Habermas auf den Zusammenhang von Recht und Moral für eine Legitimierung des Rechts nicht verzichten, „ohne dem Recht das ihm wesentlich innewohnende Moment der Unverfügbarkeit zu nehmen.“ (FuG 594) Der Ausweg ist für Habermas eine Legitimation durch das Verfahren eines demokratischen Diskurses. Der Rückgriff auf positives Recht allein reicht nicht. Denn positives Recht ist im Extremfall auch im Totalitarismus funktionsfähig. Zur Legitimation bedarf es einer demokratischen Verfasstheit. Dies bedeutet, dass die rechtsetzende Macht selbst an rechtliche Verfahren gebunden ist und die von den Gesetzen Betroffenen durch Beteiligung an deren Entstehung mitwirken.
„Denn ohne religiöse oder metaphysische Rückendeckung kann das auf das legale Verhalten zugeschnittene Zwangsrecht seine sozialintegrative Kraft nur noch dadurch bewahren, dass sich die einzelnen Adressaten der Rechtsnorm zugleich in ihrer Gesamtheit als vernünftige Urheber dieser Normen verstehen dürfen.“ (FuG 51f.)
Die Forderung wird erfüllt, wenn die Festlegung der Rechtsnormen sich letztlich auf das Diskursprinzip stützt. Durch den Diskurs kann deren Geltung gerechtfertigt werden. In einer gegenüber „Recht und Moral noch neutral[en]“ (FuG 138) Fassung lautet es:
„Gültig sind genau die Handlungsnormen, denen alle möglicherweise Betroffenen als Teilnehmer an rationalen Diskursen zustimmen könnten.“ (FuG 138)
Infolge der modernen Differenzierung von Recht und Moral (vgl. FuG 137) spaltet sich das Diskursprinzip in zwei Formen auf, die – einander ergänzend – für unterschiedliche Diskurstypen gelten. Als Moralprinzip bezieht es sich auf alle Handlungsnormen und Diskurse, „in denen allein moralische Gründe den Ausschlag geben“ (FuG 677). Es fungiert als Argumentationsregel und bedeutet einen Universalisierungsgrundsatz (FuG 140), dem zufolge „gültige Normen im gleichmäßigen Interesse aller [möglicherweise betroffenen] Personen liegen“ (FuG 676 f.). Als Demokratieprinzip findet es Anwendung auf Rechtsnormen und „besagt [...] daß nur diejenigen Gesetze legitime Geltung beanspruchen dürfen, die in einem ihrerseits rechtlich verfaßten diskursiven Rechtssetzungsprozeß die Zustimmung aller Rechtsgenossen finden können“ (FuG 141).
Als Voraussetzung für einen solchen Diskurs fordert Habermas (FuG 157–160)
- für jeden ein größtmögliches Maß an gleicher subjektiver Handlungsfreiheit
- die Bestimmtheit der betroffenen Rechtsgenossen
- garantierte Rechtswege zur Durchsetzung von Ansprüchen.

Diese allgemeinen Rechtsprinzipien dienen der Orientierung und müssen durch konkrete Regelungen materiell ausgefüllt werden. Für die Theorie der Gerechtigkeit ergibt die Spaltung zwischen Recht und Moral eine Spezialisierung der (Vernunft)moral auf Fragen der Gerechtigkeit aus universalistischer Sicht (FuG 145). Rechtsnormen dagegen gelten für ein konkretes Gemeinwesen (FuG 190 f.), der ihnen zugrundeliegende Diskurs betrifft daher zusätzlich Fragen der Zweckmäßigkeit, des Interessensausgleichs und der kulturellen Lebensformen/Identitäten (FuG 196 ff.).
Habermas’ diskursethischer Ansatz als reines Formprinzip der Verfahrensgerechtigkeit geht von einer idealen Situation sachkundiger und vernünftiger Teilnehmer am Diskurs aus (ideale Sprechsituation). Aufgrund der tatsächlichen Lebensverhältnisse wird die praktische Umsetzbarkeit bezweifelt. In der diskursiven Praxis, die sich in ihren Bedingungen oftmals sehr stark von den Bedingungen einer idealen Sprechsituation unterscheidet, ist nicht sichergestellt, dass Konsens Gerechtigkeit und Dissens Ungerechtigkeit bedeutet. Der Rechtsphilosoph Robert Alexy hat in seiner Theorie der juristischen Argumentation (1. Auflage 1978) versucht, die Grundsätze von Habermas’ diskurstheoretischer Gerechtigkeitskonzeption auf die Situation des gerichtlichen Entscheidungsfindungsprozesses zu übertragen.

### Jacques Derrida
Jacques Derrida vertritt in seiner Arbeit Gesetzeskraft die These, „dass man nicht unmittelbar, auf direkte Weise von der Gerechtigkeit sprechen kann: man kann die Gerechtigkeit nicht thematisieren oder objektivieren, man kann nicht sagen ‚dies ist gerecht’ und noch weniger ‚ich bin gerecht’, ohne bereits die Gerechtigkeit, ja das Recht zu verraten.“
Er dekonstruiert in diesem Werk Walter Benjamins Zur Kritik der Gewalt. Zu Derridas Konzept gehört die Aussage, dass die Philosophie keine allgemeine normative Theorie aufstellen kann. Wenn man über Gerechtigkeit spricht, muss man daher die „unendliche Gerechtigkeit“ von der sprachlichen Untersuchung als einem kodifizierten System unterscheiden. Den Nachweis seiner These versucht Derrida mit drei Aporien zu erbringen.
- Positives Recht besteht im Gegensatz zur Gerechtigkeit aus allgemeinen Regeln. Bei der Anwendung auf Einzelfälle kann es diese niemals voll erfassen.
- Durch die Allgemeingültigkeit wirkt das Recht auf den Einzelfall immer in unterschiedlichem Ausmaß als Repression. Die Gegenwärtigkeit des Rechts bestimmt bereits den Einzelfall.
- Obwohl Gerechtigkeit im Einzelfall gegeben ist, bleibt sie auf das allgemeine Recht angewiesen.

Aufgrund dieser Aporien sind für Derrida alle Gerechtigkeitstheorien unzulänglich. Ziel seiner Dekonstruktion ist es zu zeigen, „dass man nicht allein die theoretischen Grenzen anzeigt, sondern auch konkrete Ungerechtigkeiten denunziert, solch Ungerechtigkeiten, die dort geschehen und deren Wirkungen dort besonders sinnfällig sind, wo das gute und ruhige Gewissen dogmatisch bei dieser oder jener überkommenen Bestimmung der Gerechtigkeit stehen bleibt.“ (41) Es geht ganz im Sinne Kants um die „Befragung der Grundlagen und der Grenzen unseres begrifflichen, theoretischen, normativen Apparates, der um die Gerechtigkeit kreist.“ (41)
Gewalt hat für Derrida einen „Differentiellen Charakter“ (15). Er zeigt dies durch den Vergleich des deutschen Wortes mit den Begriffen violence und force aus dem Französischen bzw. Englischen. Das eine verweist auf ungerechte Gewalttätigkeit, das andere auf legitime Gewalt. Diese Unterscheidung führt zu der Frage, wann Gewalt als gerecht bezeichnet werden kann. Einen ähnlich differentiellen Zwiespalt enthält Benjamins Unterscheidung von Rechtsetzung und Rechtserhaltung. Die Rechtsetzung enthält bereits das Versprechen ihrer Erhaltung und ist damit gleichen Ursprungs.
Derrida interpretiert Gerechtigkeit nicht wie Benjamin als göttliche Gewalt, sondern als Dekonstruktion des Rechts. Sie hat selbst keinen Ursprung. Sie ist selbst etwas „Undekonstruierbares“ (31). Gerechtigkeit ist immer schon im Recht enthalten, tritt aber selbst nicht unmittelbar zu Tage. Gerechtigkeit ist immanent und dadurch Bedingung der Möglichkeit von Recht.

### Axel Honneth
Axel Honneth kritisiert ähnlich wie die Vertreter des Kommunitarismus, dass die liberalen Gerechtigkeitstheorien als Prämisse von einer Vorstellung ausgehen, nach der die Beteiligten ihre Lebenspläne auf der Grundlage isolierter individueller Freiheitsvorstellungen realisieren wollen. Unter Bezugnahme auf Hegel entwickelt er dagegen ein Bild sozialer Gerechtigkeit, das dadurch bestimmt ist, dass die Beteiligten in Rechnung stellen, dass sie ihre Freiheit nur im Zusammenspiel mit Anderen und deren Freiheitsspielräumen verwirklichen können. Daraus ergibt sich für Honneth, dass Gerechtigkeit nicht anhand zu verbürgender Güter, sondern durch die Ausgestaltung gegenseitiger Verpflichtungen zu bestimmen ist.
Honneth führt aus, dass das Bild vom Schleier des Nichtwissens, das Rawls zur Darstellung der Forderung nach Unparteilichkeit verwendet, „das Faktum der menschlichen Intersubjektivität verschwinden lässt:“ Würden die Beteiligten im Urzustand „eine elementare Kenntnis von ihrer Bedürftigkeit nach Anerkennung besitzen, […] dann würden sie sich vermutlich auf Gerechtigkeitsprinzipien einigen, die im Unterschied zum Rawlschen Vorschlag dieser sozialen Bedürftigkeit Rechnung tragen würde.“
„Die Ausstattung der Individuen mit ‚subjektiven Rechten‘ ist nicht das Ergebnis einer fairen Distribution, sondern ergibt sich aus dem Umstand, dass sich die Gesellschaftsmitglieder als freie und gleiche anerkennen.“ Intersubjektive Beziehungen werden so zu notwendigen Bedingungen individueller Autonomie. Fehlende Anerkennung führt zum Gefühl der Ungerechtigkeit. Dies wird nach Honneth durch empirische Ergebnisse der soziologischen und historischen Forschung ebenso wie durch die Entwicklungspsychologie bestätigt.
Für Honneth verschiebt sich damit die Konzeption der Gerechtigkeit von einer Frage der Verteilung hin zu Grundsätzen, „die sich auf die staatliche Gewährleistung von sozialen Voraussetzungen der wechselseitigen Anerkennung beziehen.“ Voraussetzung für eine stabile Beziehung ist die Anerkennung gemeinsamer moralischer Normen, die in einer habituell eingeübten Handlungspraxis wie zum Beispiel der Freundschaft erworben wird. Die Selbstachtung, die bei Rawls ein Grundgut ist, entsteht für Honneth „als das Ergebnis einer gestaffelten Einbeziehung in unterschiedliche Kommunikationssphären, die alle durch eine spezifische Form der wechselseitigen Anerkennung geprägt sind.“ Gerechtigkeit ist nicht die Gewährung von individuellen Grundfreiheiten, sondern die egalitäre Ermöglichung von Anerkennungsverhältnissen. Insofern tritt neben die auf dem Recht beruhenden Verteilungsgerechtigkeit auch die Bedürfnisgerechtigkeit, abgeleitet aus dem Prinzip der Liebe, sowie die Leistungsgerechtigkeit, die auf einer fairen Arbeitsteilung basiert und Ausdruck sozialer Wertschätzung ist.

### Amartya Sen

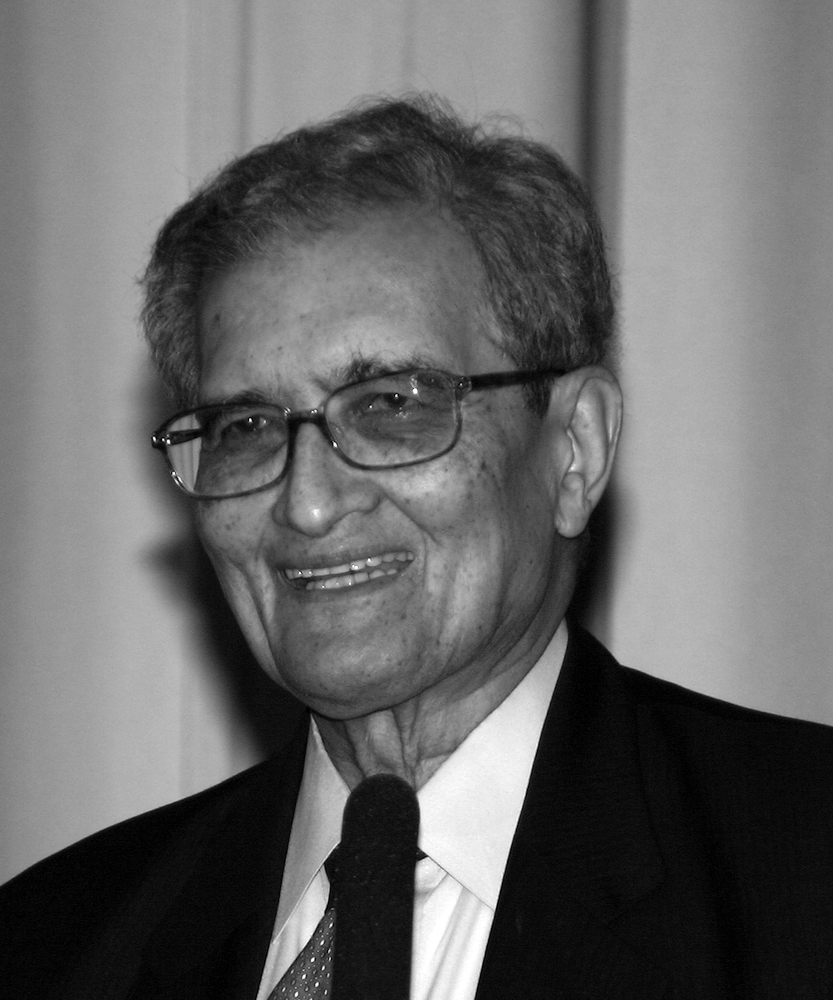
Amartya Sen während einer Vorlesung an der Universität zu Köln 2007 anlässlich der Verleihung des Meister-Eckhart-Preises

Eine vertiefende Darstellung des Ansatzes findet sich im Hauptartikel Capability Approach.
Der indische Ökonom Amartya Sen legt seinem Gerechtigkeitskonzept einen differenzierten Freiheitsbegriff zugrunde. Freiheit ist demnach ein intrinsischer Wert, weil sie es dem Menschen ermöglicht selbstbestimmt zu leben. Sie umfasst neben der Abwesenheit von Hindernissen (passive Freiheit) vor allem auch die Möglichkeit, nach eigenen Wünschen zu handeln (aktive Freiheit). Freiheit ist daher ein normatives Ziel, ein Zweck an sich. Eine Gesellschaft ist umso gerechter, je mehr ihre Mitglieder über „Verwirklichungschancen“ (capabilities) verfügen.
Von der konstitutiven (grundsätzlichen) Funktion der Freiheit sind ihre instrumentellen Funktionen zu unterscheiden. Letztere dienen den Menschen als Mittel, den Grundwert der Freiheit und damit die Verwirklichungschancen sicherzustellen. Zu den instrumentellen Freiheiten zählt Sen
1. politische Freiheiten (Kritik, Widerspruch, Wahlrecht etc.)
2. ökonomische Institutionen (Ressourcen, Bedingungen des Tausches, Verteilung)
3. soziale Chancen (Bildung, Gesundheit)
4. Transparenzgarantien (Pressefreiheit, Informationspflichten z. B. gegen Korruption)
5. soziale Sicherheit (Arbeitslosenversicherung, Sozialhilfe, Mindestlöhne)

| Land      | Einkommen in US-Dollar | Alter in Jahren |
| --------- | ---------------------- | --------------- |
| Kerala    | 400                    | 73              |
| China     | 500                    | 71              |
| Sri Lanka | 600                    | 73              |
| Namibia   | 1.900                  | 60              |
| Brasilien | 2.800                  | 65              |
| Südafrika | 3.000                  | 65              |
| Gabun     | 3.900                  | 55              |

Laut Sen hängt die konstitutive Freiheit von dem Umfang der instrumentellen Freiheit ab. Er zeigt anhand von empirischen Untersuchungen, dass Wechselbeziehungen und Komplementaritäten zwischen den instrumentellen Freiheiten bestehen. Demnach ist Einkommen zwar ein grundlegender Faktor für Wohlstand und damit für Verwirklichungschancen. Jedoch sind andere Faktoren ebenfalls wichtig. So korreliere die Lebenserwartung nicht eindeutig mit dem Einkommen. Denn es gibt Staaten mit einer durchschnittlich vergleichsweise hohen Lebenserwartung, deren durchschnittliches Pro-Kopf-Einkommen deutlich niedriger ist, als dasjenige in anderen Staaten mit geringerer Lebenserwartung.
Zur Bewertung der Gerechtigkeit in einer konkreten Konstellation schlägt Sen vor, den Grad der als „objektive Möglichkeit“ bestehenden Verwirklichungschancen zu messen (capability – Ansatz). Eine Verwirklichungschance (Handlungsmöglichkeit) bezeichnet Sen als Funktion (functioning). Da Menschen an die Person gebundene Voraussetzungen mitbringen, sich jeweils in unterschiedlichen Situationen befinden, in einen jeweils anderen sozialen Zusammenhang eingebunden sind und jeweils unterschiedliche persönliche Präferenzen haben, sind auch die Verwirklichungschancen für jedes Individuum verschieden. Gemessen wird ein Bündel an objektiv verfügbaren Handlungsmöglichkeiten (agencies), die dem Einzelnen zur Verfügung stehen. So hat der in einer reichen Gesellschaft fastende Mensch andere Handlungsmöglichkeiten im Vergleich zu dem hungernden Menschen in einer armen Gesellschaft.
Um festzulegen, welche Verwirklichungschancen in einer Gesellschaft als wertvoll angesehen werden und den Wohlstand (well being) ausmachen, bedarf es partizipativer sozialer Entscheidungen aufgrund eines demokratischen Diskurses. Auf diese Weise werden die nur für das Individuum festzumachenden Verwirklichungschancen in den gesellschaftlichen Zusammenhang eingebunden. Reale Freiheit fordert somit auch den aktiven Bürger, der seine Chancen durch Teilnahme wahrnimmt. Sen formuliert damit ein „republikanisch-liberales Politikverständnis“. Der partizipative Diskurs stellt sicher, dass der Capability-Ansatz sich mit der fortschreitenden Entwicklung einer Gesellschaft stetig erneuert und fortgeschrieben wird.
Sen, dessen Ausgangspunkt Überlegungen zur Entwicklungspolitik und zur Gerechtigkeit in einer globalisierten Welt sind, untersucht Gerechtigkeit unter dem Aspekt, ob sie universell für alle Menschen oder nur partikulär bezogen auf einzelne Nationen angesehen wird.
Je nach Perspektive ergeben sich unterschiedliche Politikansätze. Universalistisch sind, argumentiert Sen, der Utilitarismus oder die Vernunftethik Kants. Partikularistisch ist hingegen der Kommunitarismus, der noch innerhalb einer Nation auf die verschiedenen Perspektiven sozialer Gemeinschaften und gesellschaftlicher Gruppen abhebt. Auch wenn der Universalismus für eine globale Gerechtigkeit eine klare, nicht von der Hand zu weisende Konzeption zu ermöglichen scheine, so sei er mit dem Problem konfrontiert, dass es für seine Durchsetzung einer globalen Institution, etwa einer Weltregierung, mit entsprechender Macht und entsprechenden Ressourcen bedarf. Die hierfür infrage kommenden Vereinten Nationen verfügen jedoch nicht über adäquate Möglichkeiten.
Stattdessen schlägt Sen ein Konzept vor, das er „plurale Einbindung“ nennt. Zur Weiterentwicklung einer globalen Gerechtigkeit sollen alle transnationalen Institutionen von zwischenstaatlichen Verträgen über multinationale Unternehmen (beispielsweise in Fragen einer gerechten Entlohnung) bis hin zu sozialen Gruppen und Nichtregierungsorganisationen beitragen.
Der Capability-Ansatz von Sen hat breite internationale Anerkennung gefunden. So betont der Bericht „Lebenslagen in Deutschland. Der 2. Armuts- und Reichtumsbericht der Bundesregierung“, dass das Konzept wesentlichen Eingang in den Bericht gefunden hat.

### Reinhold Zippelius
Reinhold Zippelius schlägt vor, die letztzugängliche Begründung der Gerechtigkeit im vernunftgeleiteten Gewissen und im Konsens zu suchen:
Seine Überlegungen gehen von einer historischen Erfahrung aus: Zu Beginn der Neuzeit war zumal durch die konfessionellen Bürgerkriege das Vertrauen auf autoritativ vorgegebene weltanschauliche und moralische Orientierungen erschüttert worden. Aus der daraus entstandenen Skepsis gegen solche heteronomen Moralen erwuchs insbesondere die Forderung Kants, sich des eigenen Verstandes zu bedienen („sapere aude!“). Dies habe in ethischen Fragen in moralischer Autonomie zu geschehen. So erscheinen vernunftgeleitete Entscheidungen, die vom individuellen Gewissen getroffen werden, als letzte Instanz, zu der das Bemühen um moralische Einsicht vordringen kann.
Das gilt nach Zippelius auch von Entscheidungen des Rechtsgefühls, d. h. von gewissensbestimmten Entscheidungen, die in vernunftgeleiteter, oft juristisch geschulter Suche nach Gerechtigkeit gewonnen werden. Es gibt hierbei aber keinen „Durchgriff“ vom „Rechtsgefühl“, also von Bewusstseinsinhalten, auf eine „an sich“ bestehende Gerechtigkeit (so wenig, wie einen Durchgriff vom Wertempfinden auf eine absolute Wertordnung, wie sie von der „Materialen Wertethik“ angenommen wurde). „Kurz: Was unser Gewissen nach bestmöglichem Vernunftgebrauch für gerecht befindet, bildet die letzte Grundlage, zu der unser Bemühen um Gerechtigkeit vordringen kann“. Was das vom Gewissen geleitete Urteil für gerecht oder ungerecht befindet, richtet sich dabei nicht nur nach den von Kant genannten formalen Kriterien, sondern auch nach individuellen Wertungsdipositionen, die teils (als „inclinationes naturales“) naturgegeben, teils durch persönliche Erfahrungen, durch Traditionen und den Zeitgeist mitbestimmt sind. In diesen Fragen ist jeder Einzelne eine dem anderen gleich zu achtende moralische Instanz. Das führt „für den Bereich des Staates und des Rechts zu dem demokratischen Anspruch, daß alle in einem freien Wettbewerb der Überzeugungen auch über die Fragen des Rechts und der Gerechtigkeit mitbestimmen und mitentscheiden sollten“.
Auch wenn Einsichten über Inhalte der Gerechtigkeit eine subjektive Grundlage haben, kann man sich mit anderen über die Übereinstimmung solcher Einsichten verständigen und vergewissern. Diese Übereinstimmung muss nicht Allgemeingültigkeit beanspruchen, sondern wird oft nur einen geringeren Grad der Konsensfähigkeit erreichen. So muss man sich in Gerechtigkeitsfragen, wie in anderen ethischen Fragen, mit dem Grad an Bestimmtheit bescheiden, den die gegebene Materie zulässt.
Unter diesen Voraussetzungen gibt es nach Zippelius nur eine rational strukturierte, „experimentierende“ Suche nach Gerechtigkeit, bei der für die konkreten Situationen der Lebenswirklichkeit Entscheidungen zu finden sind, die vom Gewissen der Entscheidenden getragen und vom Konsens der Rechtsgemeinschaft gebilligt werden können. Diesen Weg ging insbesondere die fallrechtliche Entwicklung des römischen und des angelsächsischen Rechts. Rechtsphilosophisch entspricht er der Methode des Kritischen Rationalismus. Dieser Weg führt also zu einer rationalen Verständigung über Rechts- und Gerechtigkeitsfragen und damit auch zu ihrer rationalen Strukturierung. Ihr dienen zahlreiche Schlüsselbegriffe (z. B. Auslegungs- und Abwägungsgrundsätze), die am Ende aber nicht selten an unüberschreitbare Grenzen der Gerechtigkeitserkenntnis führen.